# 안산시
안산시(安山市)는 대한민국 경기도의 남서부 서해안에 위치하는 시이다. 북쪽으로 시흥시와 안양시, 동쪽으로 군포시와 의왕시, 수원시, 남쪽으로 화성시와 접하고 있으며 대부도는 월경지이다. 대부도를 중심으로 서쪽은 인천광역시 옹진군 영흥면의 선재도와 연륙교가 연결되어 있으며, 최남단에 위치한 풍도는 지리적으로 충청남도 당진시 및 서산시에 근접한다. 반월국가산업단지, 시화국가산업단지를 배경으로 공업 도시로 발전하여 외국인 노동자가 많아서 원곡동 일대가 다문화 특구로 지정되어 있다. 고속국도나 수도권 전철 등으로 서울 등지와 접근성이 높아졌으며, 시화산업단지 개발로 공업지역 확장과 함께 고잔신도시 등을 개발하였다. 2009년 11월 11일에는 대한민국 지방 정부 최초로 시청을 24시간 운영하기 시작하였다. 지방자치법 제175조에 의거 특례를 둘 수 있으며, 전국대도시시장협의회 회원시이다. 안산에서는 매년 거리극 축제가 열린다.

## 지명
안산(安山)이라는 이름은 고려시대 이후부터 쓰였다. 신라 시대 장구군(獐口郡)으로 불리던 것을 고려 시대인 940년 안산군(安山郡)으로 개칭하였고, 1018년에는 안산현(安山縣)이 되었다. 1906년 9월 24일 광주군의 북방면, 성곶면, 월곡면이 안산군으로 편입되었다. 1914년 4월 1일 안산군이 폐지되면서 '군자면'과 '수암면'이 시흥군으로 편입되고 광주군에서 8년 전에 편입되었던 북방면, 성곶면, 월곡면은 '반월면'으로 개칭되어 수원군에 편입되었다.
1977년 이곳에 국가산업단지를 조성할 때나 1979년 반월지구출장소를 설치할 당시에만 해도 이 지역을 대표하는 명칭은 가장 인지도가 높은 반월(半月)이었고, 대한민국 정부가 반월지구출장소의 시승격을 추진할 때도 도시의 명칭은 반월시로 거의 확정된 상황이었다. 그러나 1977년 3월 반월공업도시 기공식 당시 행사에 참석하였던 국회의원 오학진(吳學鎭)은 "전체 면적의 1/3밖에 안되는 반월면을 도시 이름으로 하는 것은 문제가 있으니 원래 지명인 안산군(安山郡)을 따서 안산시로 이름을 지어달라"고 언급한 바 있고, 시승격 추진 당시 시흥군 수암면에 거주하던 향토사학자 유천형(柳天馨), 이승언(李承彦) 등은 '반월시라는 명칭은 역사적 정통성이 없이 일제가 임의로 만들어 붙인 이름'이라고 문제를 제기하며 새로이 승격되는 도시의 명칭은 1천년의 역사를 가진 안산시로 해야 한다고 정부에 수 차례 청원서를 제출하였다. 정부에서는 이를 검토한 결과 타당성이 있다고 인정하여 내무부가 1985년 8월 최종적으로 반월지구의 명칭을 안산시로 발표, 1986년 1월 1일 승격시켰다.

## 역사
고대부터 좋은 수산물과 소금으로 유명한 어촌이였으며, 일찍부터 현재의 경기도 시흥시 남부 지역과 함께 하나의 지역으로써 마을과 어시장이 형성되어 수리산 서쪽에 해당하는 현재의 상록구 안산동 지역인 수암 지역을 중심으로 중부 지방의 주요 고을로 발전했다. 특히 중국으로 가는 주요 포구 중 하나인 마포의 길목에 위치했으며 관내에도 잿머리 포구에서 무역이 시작되었고, 또 고려시대와 조선시대를 거쳐 여러 사대부들이 자리 잡았던 지역이 되었다. 이 지역은 ‘안산(安山)’이라는 이름으로 고려 시대부터 본격적으로 알려졌고, 조선 초기부터 연성(蓮城)이라는 별칭으로도 불렸다. 또한 조선 시대의 실학자 성호 이익이 활동한 곳으로 알려져 있다.
현대에는 염전(鹽田) 지역이었던 곳을 간척하여 1977년에 조성하기 시작한 반월국가산업단지와 배후 지역인 시흥군의 수암면, 군자면과 화성군 반월면 일부가 인구 약 30만의 계획도시인 반월신공업도시로 조성되었으며, 1986년 1월 1일 시로 승격되었다. 이와 함께 이 지역의 옛 이름인 ‘안산’을 시명으로 택하게 되었다.

### 고대
안산에 인류가 처음으로 살기 시작한 것은 신석기 시대로 추정되며, 초지동 일대, 대부도, 인근 시흥시의 오이도와 시화호 등에서 여러 조개더미 유적과 선사 유적 군락이 발견되고 있다. 또한 선부동과 월피동 일대에서는 지석묘를 비롯하여 10기 이상의 고인돌이 발견되었다. 또한 1995년 서해안고속도로 공사 중 화성군 인접 지대에서는 석영제의 구석기 유물들이 발견되었다. 안산 지역에서 발견되는 지석묘들은 대부분 남방식 고인돌이지만 선부동의 지석묘는 탁자식이며, 인접한 광명시 가학동에서도 탁자식 지석묘가 발견되는 등, 안산은 일명 남방식과 북방식 지석묘가 함께 존재하고 있는 문화적 경계 지역의 일부이다.

### 삼국 시대
원삼국 시대와 삼한 시대에 안산 지역과 그 주변 지역에서 나타나는 고대 국가의 성립 증거는 많지 않다. 안산과 시흥 지역에서 나타는 고고학 유물들이 매우 적기 때문이다. 때문에 삼한 시대의 국명에 관한 연구에서도 안산 지역은 소외되고 있다. 진수의 《삼국지》 〈위서동이전〉에는 마한(馬韓)에 50여 개의 군장 국가가 있던 것으로 나와 있는데, 그 중 안산 지역과 가까운 곳에 있던 것으로 추정되는 나라는 원양국(爰襄國), 상외국(桑外國), 수원 지역의 모수국(牟水國)이다.
삼국 시대에는 백제에 속해 있었지만, 백제 영토 시대의 기록은 얼마 남아있지 않으며, 단지 고구려 장수왕 시대에 안산 지역이 고구려에 복속되면서 장항구현(獐項口縣)의 일부로 지정되어 있다가, 551년 성왕에 의해 다시 백제의 영토로, 2년 뒤에 진흥왕에 의해 신라의 영토가 되었으며, 경덕왕 때에는 안산현(安山縣)으로 이름이 바뀌었다. 또한 신라 시대에 지어진 것으로 추측되는 성태산성이 시내에서 발견되기도 하였다.

### 고려 시대
후삼국 시대에는 사료의 기록을 통해 신라 효공왕 4년(900년) 즈음까지는 태봉국(후고구려)으로 이 지역이 넘어갔음을 알 수 있다. 그 후 태봉국의 궁예가 왕건에 의해 추방되고 왕건이 고려를 건국하면서 고려의 영토가 되었다. 고려 초 장구군은 안산군으로 명칭이 바뀌었지만, 군으로서의 지위는 변동되지 않았다. 광종 23년 (972년)에 서희가 송나라로 출발하였을 때 안산을 이용하였으며, 여기서 서희가 겪은 설화에서 잿머리 성황제가 유래하였다. 그 후, 성종 14년에는 10도(道)제의 정비에 따라 안산 지역은 관내도(關內道)에 예속되었다. 헌종 9년에는 행정구역의 정비에 따라 군에서 현으로 강등되었고, 지방관이 파견되지 않는 속현이 되어 수주(水州, 수원)에 예속되었다. 문종 23년 이후부터 안산현은 경기에 예속되어, 지개성부사(知開城府事)의 지휘를 받게 되어 개성부를 거쳐 중앙 정부와 연결될 수 있게 되었다. 원종 12년 (1271년) 몽고군이 대부도와 시흥의 소래산 등지로 침입하였을 때, 대부도 별초와 민병대들은 부사 안열(安悅)의 지휘 하에 몽고군을 격파하였으며, 그 군공을 인정받아 안산현이 소속되어 있던 수원부는 수원도호부로 승격되었다. 충렬왕 33년에는 군으로 승격되었고, 지사가 임명되어 내려오게 되었다. 지사는 고려 말까지 파견되었으며, 공양왕 2년 (1390년) 경기도가 좌·우도로 분할됨에 따라 경기좌도에 예속되었다. 이 시대에 안산 잿머리(城頭)의 포구는 큰 배들이 오갈 수 있는 외항으로 축조되었으며, 무역을 위해 여러 중국인들이 체류하였다.

### 조선 시대
안산은 조선 건국 이후에도 경기좌도에 속해있었다. 태조 5년 (1396년) 궁중에 해산물을 진상하는 기관인 사옹원분원이 직할하는 안산어소가 설치되었으며, 태종 2년 (1402년) 경기좌·우도의 통합이 이루어진 후에도 안산이라는 지명을 그대로 사용하였다. 태종 13년 (1413년) 전국을 8도로 재편성하면서 경기도로 편입되었으며, 종4품의 군수와 정9품의 훈도가 파견되었다. 안산이라는 지명 외에 세조 때부터는 연성(蓮城)이라고도 흔히 불렸다. 이는 세조 9년 (1463년) 문신 강희맹이 명나라 남경에 갔다가 귀로에 연꽃씨를 가지고 와, 안산의 관곡지(官谷池)라는 연못에 시험 재배한 데서 유래하였다. 한편, 목내동 부근에 관아(館衙)가 설치되었으며, 1441년 수암동으로 이전하였고 다시 1669년에는 관아의 위치를 안산읍성 내로 이전하였다. 조선 시대의 안산 지역에는 여러 사대부들이 살았는데, 초기에는 강희안과 강희맹 형제, 중기에는 인조반정을 주도한 김류와 장유, 후기에는 이익과 강세황 등이 안산에서 활동했다.

### 근대 시대

1919년 발행된 1:50000 지형도. 빨간 선은 현재 안산시계이고 파란 선은 현재 해안선이다.

1894년 황해 경기만 풍도에서는 조선 말 청일 전쟁에서 일본과 청나라 간에 풍도 해전이 있었다.
1895년 8도제가 폐지되고 23부제가 실시되었을 때는 시흥군 및 과천군과 함께 인천부에 예속되었으나, 다음해 13도제로 대체된 이후에는 경기도의 4등군이 되었다.
대한제국 시기에는 1899년에는 전국적인 토지 조사 사업였던 양전 사업의 포함되는 주요 지역 중 하나였고, 또한 전국적으로 50여개 근대 교육시설이 세워지는 지역 중 하나로써 1899년 9월 안산군 공립소학교(현 안산초등학교)가 설립 되었는데, 경기도 서남부지역에서 가장 먼저 근대식 교육기관이 생긴 지역이였다.
한편 1906년 9월 24일에는 측령 제49호로 지방구역 정리건이 반포됨에 따라 광주군의 견아상입지(현재의 상록구 일동·이동·사동·본오동·반월동 등 구 반월면 지역)가 안산군으로 이속되었다.
하지만 일제강점기였던 1914년 행정구역 개편에 따라 전통적인 지역인 안산군을 없애고 시흥군 수암면, 군자면으로 전환되었으며, 일부 지역(반월면)을 수원군에 넘겼다. 한편 일본 제국은 쌀과 소금 등의 물자 등의 수탈을 목적으로 1937년에는 수원과 인천을 연결하고 현 안산지역을 경유하는 수인선 협궤 철도를 개통하였다.  이 지역이 현대적 도시개발 이 전까지 지역민들의 중요한 교통 수단으로 자리잡았다.

### 현대 시대
1970년대 후반부터 안산시의 공업 위성도시화가 가속되기 시작하였는데, 특히 서울특별시의 인구문제 완화 및 구로공단 일부를 이전 하기 위해서 1976년 12월 시흥군과 화성군의 일부였던 안산 일대에 ‘반월신공업도시 건설계획’을 발표하였으며, 1979년 8월 31일에 경기도 반월출장소를 설치하였고, 1986년 1월 1일에는 출장소에서 지금의 안산시로 승격되었다. 이로써 특이하게 현대시대에 시흥시 남부지역을 제외한 중부 지방의 전통적인 주요 고을였던 안산이 다시 부활되었다.
이에 따라 본격적인 현대적 도시 계획 개발이 시작되어 인구 유입과 증가 및 수도권의 위성 도시이면서 동시에 경제적 자립도가 큰 전국적으로 주요 공업 핵심 신도시로 성장했다.
한편 근현대 관내 핵심 교통시설 이였던 협궤 수인선 운행은 1972년 대한민국 정부의 철도 노선 정리 그리고 1988년 안산선 전철 개통 이후 운송이 급감 등의 이유로 1995년 12월 31일을 끝으로 협궤 열차 운행을 중단하게 되었다. 대신 신도시 계획으로 안산선 및 수인산업도로 그리고 서해안고속도로 개통과 영동고속도로 연장됨으로 도시 성장의 큰 기반이 되었다.
2002년에는 상록구와 단원구 등 2개 구를 새로 설치하면서 구제(區制)를 실시하였다.
- 1986년 1월 1일: 화성군 반월면, 시흥군 수암면·군자면의 각 일부 지역을 합쳐 안산시가 신설되었다.[52]

| 행정구역            | 행정구역      | 법정구역                                                               |
| 개편 전             | 개편 후       | 법정구역                                                               |
| ------------------- | ------------- | ---------------------------------------------------------------------- |
| 화성군 반월면(일부) | 안산시 반월동 | 일동(一洞), 이동(二洞), 사동(四洞), 본오동(本五洞), 팔곡이동(八谷二洞) |
| 시흥군 수암면(일부) | 안산시 수암동 | 양상동(楊上洞), 부곡동(釜谷洞), 월피동(月陂洞), 와동(瓦洞)             |
| 시흥군 수암면(일부) | 안산시 중앙동 | 성포동(聲浦洞), 고잔동(古棧洞)                                         |
| 시흥군 군자면(일부) | 안산시 군자동 | 신길동(新吉洞), 원곡동(元谷洞) 일부                                    |
| 시흥군 군자면(일부) | 안산시 원초동 | 성곡동(城谷洞), 목내동(木內洞), 원시동(元時洞), 초지동(草芝洞)         |
| 시흥군 군자면(일부) | 안산시 원곡동 | 원곡동 일부                                                            |
| 시흥군 군자면(일부) | 안산시 선부동 | 선부동(仙府洞)                                                         |
- 1988년 10월 1일: 중앙동을 고잔1동·고잔2동·성포동으로, 원곡동을 원곡1동·원곡2동으로, 원초동을 공단동·초지동으로 분동하였다.[53]

| 행정구역 | 행정구역 | 법정구역       |
| 개편 전  | 개편 후  | 법정구역       |
| -------- | -------- | -------------- |
| 중앙동   | 성포동   | 성포동         |
| 중앙동   | 고잔1동  | 고잔동         |
| 중앙동   | 고잔2동  | 고잔동         |
| 원초동   | 공단동   | 성곡동, 목내동 |
| 원초동   | 초지동   | 원시동, 초지동 |
- 1991년 11월 18일: 반월동을 일동·본오동으로, 수암동을 월피동·와동으로, 선부동을 선부1동·선부2동으로 분동하였다.[54]

| 행정구역 | 행정구역 | 법정구역               |
| 개편 전  | 개편 후  | 법정구역               |
| -------- | -------- | ---------------------- |
| 반월동   | 일동     | 일동, 이동             |
| 반월동   | 본오동   | 사동, 본오동, 팔곡이동 |
| 수암동   | 월피동   | 양상동, 부곡동, 월피동 |
| 수암동   | 와동     | 와동                   |
- 1993년 12월 1일: 본오동에서 사동을, 선부2동에서 선부3동을 분동하였다.[55]

| 행정구역 | 행정구역 | 법정구역         |
| 개편 전  | 개편 후  | 법정구역         |
| -------- | -------- | ---------------- |
| 본오동   | 사동     | 사동             |
| 본오동   | 본오동   | 본오동, 팔곡이동 |
- 1994년 1월 1일: 군자동을 원곡본동으로 개칭하였다.[56]
- 1994년 7월 15일: 본오동을 본오1동·본오2동으로 분동하였다.[57]

| 행정구역 | 행정구역 | 법정구역              |
| 개편 전  | 개편 후  | 법정구역              |
| -------- | -------- | --------------------- |
| 본오동   | 본오1동  | 본오동 일부, 팔곡이동 |
| 본오동   | 본오2동  | 본오동 일부           |
- 1994년 12월 26일: 화성군 반월면 일부와 옹진군 대부면(大阜面)을 편입하였다.[58]

| 행정구역            | 행정구역          | 법정구역                                           |
| 개편 전             | 개편 후           | 법정구역                                           |
| ------------------- | ----------------- | -------------------------------------------------- |
| 화성군 반월면(일부) | 안산시 반월동     | 팔곡일동(八谷一洞), 건건동(乾乾洞), 사사동(沙士洞) |
| 옹진군 대부면       | 안산시 대부동     | 대부동동(大阜東洞), 대부남동(大阜南洞)             |
| 옹진군 대부면       | 안산시 대부출장소 | 대부북동(大阜北洞), 선감동(仙甘洞), 풍도동(豊島洞) |
- 1995년 3월 2일: 월피동에서 부곡동을 분동하였다.[59]

| 행정구역 | 행정구역 | 법정구역                    |
| 개편 전  | 개편 후  | 법정구역                    |
| -------- | -------- | --------------------------- |
| 월피동   | 월피동   | 양상동, 부곡동 일부, 월피동 |
| 월피동   | 부곡동   | 부곡동 일부                 |
- 1995년 4월 20일: 시흥시 일부를 안산시에 편입하였다.[60][61]

| 행정구역            | 행정구역       | 법정구역               |
| 개편 전             | 개편 후        | 법정구역               |
| ------------------- | -------------- | ---------------------- |
| 시흥시 안산동       | 안산시 안산동  | 수암동, 장상동, 장하동 |
| 시흥시 연성동(일부) | 안산시 선부3동 | 화정동                 |
- 1996년 1월 22일: 사동을 사1동·사2동으로 분동하고, 본오2동에서 본오3동을 분동하였다.[62]
- 1997년 5월 28일: 대부동을 대부출장소에 편입하였다.[63]
- 1998년 10월 12일: 공단동을 초지동에 합동하였다.[64]
- 2002년 11월 1일: 상록구와 단원구를 설치하였다.[65]

| 구     | 동·출장소                                                                                         |
| ------ | ------------------------------------------------------------------------------------------------- |
| 상록구 | 일동, 이동, 사1동, 사2동, 본오1동, 본오2동, 본오3동, 부곡동, 월피동, 성포동, 반월동, 안산동       |
| 단원구 | 와동, 고잔1동, 고잔2동, 원곡본동, 원곡1동, 원곡2동, 초지동, 선부1동, 선부2동, 선부3동, 대부출장소 |

### 현대 시대의 도시 계획과 개발
안산 신도시의 활동공간은 주거·생산·소비·휴양 공간으로 구분하고, 이들 상호간의 연계성을 구체화하기 위해 주거기능을 중심으로 한 거주지역과 상업지역을 한데 묶어 주거생활권으로 함으로써 소비공간을 근접시키고, 공업지역의 생산공간을 집단화시켜 주거공간과 완전 분리시키도록 하였다. 또한 이들 공간 사이에 휴양공간을 배치함으로써 도시의 공간 구조에 질서를 부여토록 하였으며, 생산공간과 주거생활공간은 일상생활도시, 즉 자기완결도시로서 시민의 편의를 도모하기 위해 통근거리를 3~8km로 구분했는데, 이들은 3개 생활권(군자·수암·반월)을 중심으로 한 생산기능 간의 거리로써 배분된 것이다.
1977년 3월에 착공한 반월신도시 개발사업은, 1단계 사업을 1993년에 완료하고 시화방조제 축조에 따라 유수지 기능을 상실한 녹지지역을 2000년까지 2단계로 개발하여 기존 도시의 기능을 보완할 계획이었다. 안산신도시는 서울을 중심으로 남서부방향으로 반경 35km안의 수도권에 위치하며, 수원과는 14 km, 인천과는 20 km 거리에 위치하고 있어, 신공업도시로서 서울에 있는 공장수용, 서울의 인구분산과 주택문제 해결, 자족적 독립도시 건설, 서해안개발의 거점확보와 서울유입 인구를 흡수하는 도시로 개발, 신도시 건설의 선도적 역할을 목적으로, 당초 안산신도시는 계획 면적을 42,148,950m2 로 잡고 이 가운데 주택지와 공업단지로 개발할 면적은 계획 면적의 41.0%에 해당하는 17,289,334m2 이었으며, 59.0%에 해당하는 24,859,616m2는 공원녹지 또는 농지로 보존키로 하였다. 계획 인구는 1차적으로 20만 명으로 잡았으나 도시 발전 추세에 따라 유보농지 7,933,920m2 와 일부 녹지의 전용을 전제로 30만까지 수용할 계획이던 것을 변경하여 안산신도시는 2단계 건설사업에 의하여 새롭게 탄생된 신도시이다.
안산 반월신도시는 계획할 당시 최초로 도시설계(urban design)를 실시하였으며, 경상남도 창원시 이어서 산업공업단지 기반의 대규묘 도시계획개발이 이루어졌다. 도로망 체계는 도시내 교통과 지역간 교통을 완전 분리하고, 시가지내에는 자전거와 보행자 전용도로가 따로 설치되어 있어, 시민의 안전과 이용의 편리성을 고려하여 설치되었다. 건설 과정을 보면 녹지의 경우 해안 쪽은 표고 25m 이상, 내륙 쪽은 35m 이상의 구릉과 산림은 보전키로 하고 일부 공장은 설상 배치토록 하였다. 교통체계는 도시 내 교통과 지역간 통과교통을 완전 분리하고 간선도로는 3교차를 원칙으로 하였다. 또한 시가지 내에는 자전거와 보행자 전용도로를 계획하였고, 공동구를 설치한 것도 우리 나라에서 처음 있는 일이었으며, 하수도도 우수와 오수의 분리식을 채택하였다. 이 밖에 노선상업지역을 지양하고 지번 또한 우리 나라에서 처음으로 주거표시제도를 적용·실시하는 등 당시로서는 획기적인 계획들로 평가받았다.

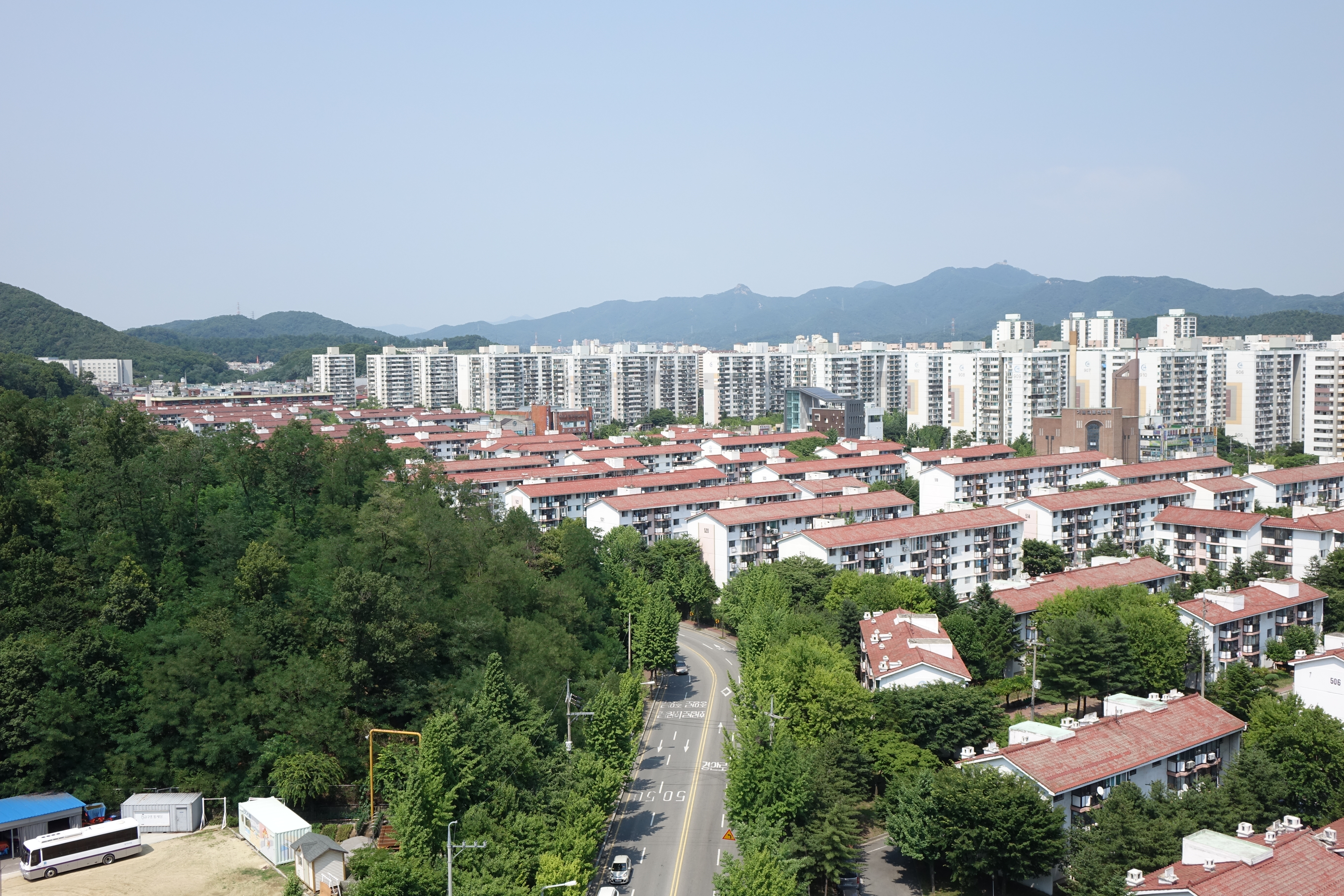
중앙동

안산신도시 2단계 사업은 개발면적 8,891,000m2, 수용인구 140,000인, 수용세대 37,800세대(공동주택 35,437세대, 단독주택 2,363세대)를 수용할 수 있는 도시로 건설되었으며, 토지이용 현황은 주거지역 18.9km2, 상업지역 2.6km2, 공업지역 10.2km2, 녹지지역 27.5km2로 각각 나뉘어 있으며, 녹지공간의 충분한 확보와 도로, 상·하수도, 기타 모든 도시기반 시설의 계획적인 시행으로 지역주민에게 쾌적한 주거환경을 제공하는 한편, 안산신도시 건설사업은 충분한 공원녹지를 갖춘 전원도시 성격의 이른바 자기완결형 자족도시를 목표로 하여 이루어져 총 59.20km2을 개발했는데, 1단계로 1993년까지 6,551억원을 투자하여 50.22km2의 신도시를 개발하였으며, 2단계로 2000년까지 17,430억원을 투자하여 나머지 8.98km2을 개발했다.

## 지리

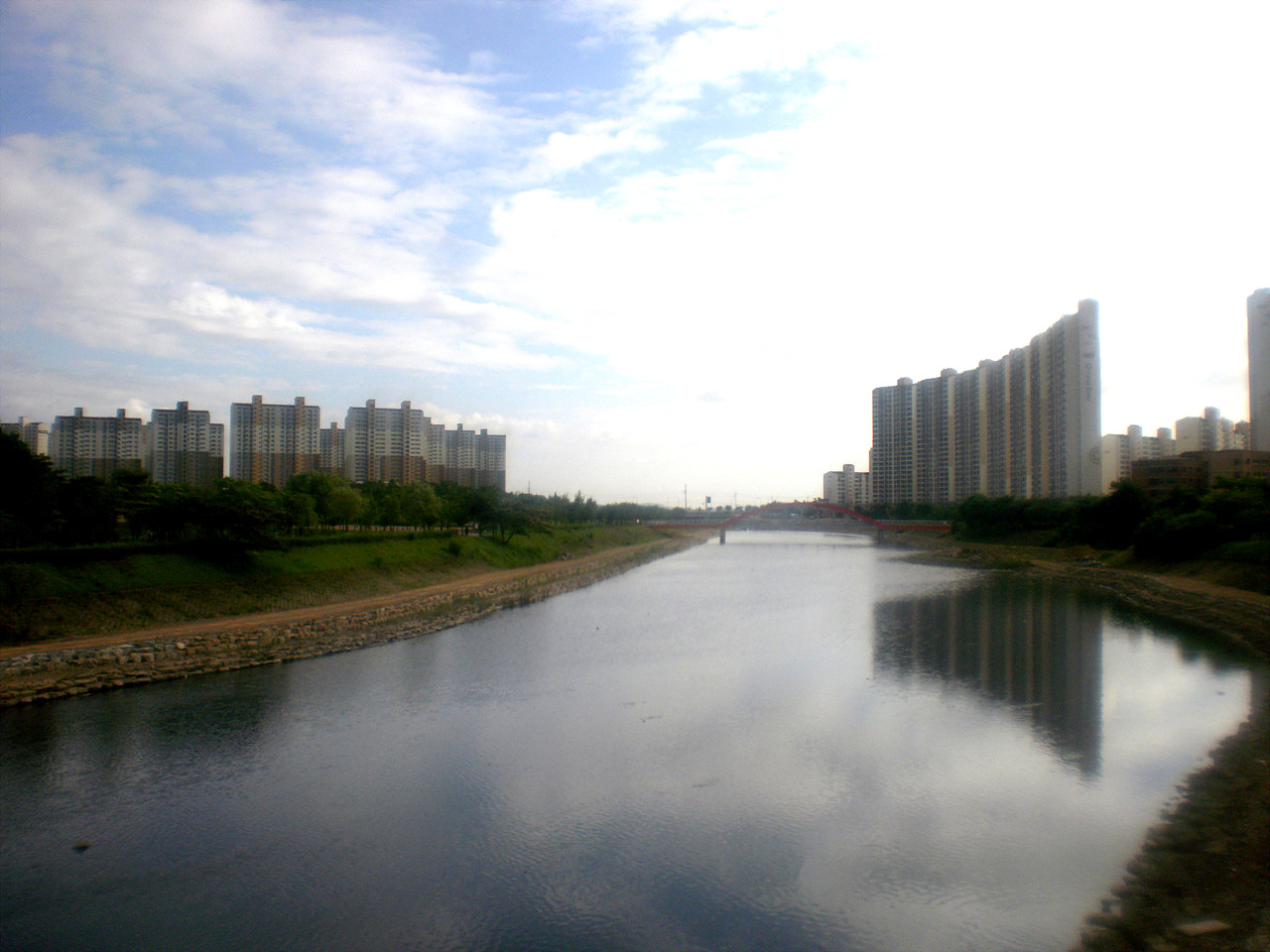
안산천

안산시는 경기도 서남쪽 끝에 위치하고 있으며, 한반도에서는 중부 지역에 자리잡은 도시이다. 경도 및 위도 상으로는 동경 126도 28분 01초 ~ 126도 56분 29초, 북위 37도 04분 40초 ~ 37도 22분 26초 사이에 자리 잡고 있다. 시의 남쪽에는 대부도와 풍도가 있다. 동쪽은 수원시 권선구, 군포시, 안양시, 서쪽은 황해, 남쪽은 화성시, 북쪽은 시흥시와 접하고 있다. 대부도는 인천광역시 옹진군과 접하고 있고, 풍도지역은 충청남도 당진시와 접하고 있다. 면적은 144.92km2이며, 해안선의 총 길이는 84.5km이다. 행정구역 상으로 속한 도서 지역은 총 14개로, 유인도가 2개, 무인도는 12개이다.
안산시가 포함되어 있는 경기만 일대는 한반도의 중앙에서 남남서 방향으로 뻗어나간 광주산맥의 서남단에 위치한 해안 지역으로서, 내륙은 구릉선 산지가 발달한 노년기 지형의 특성이 뚜렷하고, 해안에는 이들 구릉성 산지의 절단과 해식애(海蝕崖)의 발달이 현저한 암석 해안이 널리 분포하고 있다. 안산시의 동부는 편암 및 편마암류로 구성된 산지 지역으로, 주릉은 남북 방향으로, 지릉은 북동 방향으로 발달해 있다. 석영편암층이 분포한 지역은 험준한 지형을 이루고 있다. 반면, 안산시와 시흥시 부근의 서부 해안 지역은 대부분이 구릉성 산지를 형성하며, 침식 해안을 이루고 있다. 안산과 시흥 신도시 건설 이전에는 활발한 간척 사업으로 인하여 넓은 갯벌지지대가 육지화되어 염전 지대와 농경지로 이용되었다. 그러나 신도시 건설 이후 대부분의 구릉성 산지는 평지화되어 시가지를 이루고 있으며, 시화방조제 건설에 따라 인공적인 시화호가 형성되었다. 북동쪽으로 수리산이 시외곽에 있어, 해발 고도 400m 이내의 구릉지대가 형성되어 있으며, 서북 외곽쪽으로 군자산, 시내 북쪽으로 광덕산, 동쪽으로는 노적봉 등의 해발 고도 200m 이내 구릉지역으로 남서쪽으로 갈수록 낮은 구릉 및 간석지 등의 해안지역이 나타난다. 하천은 신길천, 화랑천, 안산천, 반월천 등이 있는데, 대체로 지방하천으로써 안산시 외곽의 구릉지대에서 발원하여 남남서 혹은 남서 방향으로 시화호, 경기만을 거쳐 황해로 흐른다.

### 기후와 식생
안산시는 한반도 중서부에 위치하여, 온난한 남부 지방과 대륙성의 북부 지방의 중간에 있는 점이 지대에 속해 있다. 또한 안산시는 수심이 얕고 내륙성인 황해와 접하고 있으며, 지형상으로는 경기도의 저평한 평야 지대에 속하는 소규모 구릉성 지대에 위치하고 있어, 겨울 기온이 연안을 따라 낮은 특색을 보이고 있다. 따라서 안산시는 Cfa로부터 Dwa로 옮아가는 점이 지대로서 한국의 소기후 구분상 중부서안형(DMW)에 속해 있다.
안산시는 해안을 따라 바닷물의 영향을 받은 해양평탄지토양과 내륙의 내륙평탄지토양, 구릉 및 산악곡간지토양, 저구릉지토양, 산록지토양 등으로 이루어져 있다. 토양 분포를 살펴보면 고도별로 해면으로부터 고도 10m에 이르는 해안 지역에는 염류도가 높고 염기성을 띠는 간석지토양이 주로 분포하고, 10~40m의 저평한 하천 유역 지대를 따라서는 충적토양이 분포한다. 또한 고도 40 ~ 150m 사이에서는 적황색의 구릉지토양이, 200m 이상 지대에서는 토층이 얇은 암쇄토와 암석 노출지가 분포해 있다. 지형상 도서 해안지형과 내륙지형으로 나뉘며 식생의 분포도 이러한 형태를 나타내는데, 내륙지역의 나대지와 야산은 대도시 주변의 전형적인 식물상을 보인다. 나대지에는 은행나무, 무궁화 등 식재림과 독새풀, 개피, 냉이 등 음지성 초본이 나타나며 야산에서는 소나무, 상수리나무, 해당화, 제비꽃, 양지꽃 등 소관목과 초본이 하층식생을 이루고 있다. 서부의 해안지역의 식물상은 해변 일부 지역을 제외하면 육지식물상과 차이가 거의 없으며, 해안 뻘에서는 염수성 식물이 자생하지만 시화방조제 건설로 인한 뻘의 감소로 염수성 식물의 수는 급격히 감소하였다. 이 지역은 중국과 공통된 해루의 영향을 받고 있으며, 인천광역시 남동구로부터 연결되는 영동고속도로를 비롯한 여러 도로망이 안산시를 관통하게 되면서 많은 외래 식물이 유입되고 있다.

## 행정 구역
2002년 11월 1일 안산시는 인구 50만 이상의 조건을 충족하여 상록구와 단원구를 설치하였다. 안산시의 행정 구역은 25개동 1,187통 5,884반으로 구성되어 있다. 안산시의 면적은 149.06km2(상록구 : 57.83km2 단원구 : 91.23km2)이다.
2020년 2월말 안산시의 주민등록 인구는 278,507세대, 651,211명이다. 등록외국인은 54,468명으로 전국 기초자치단체 중 최다이다.

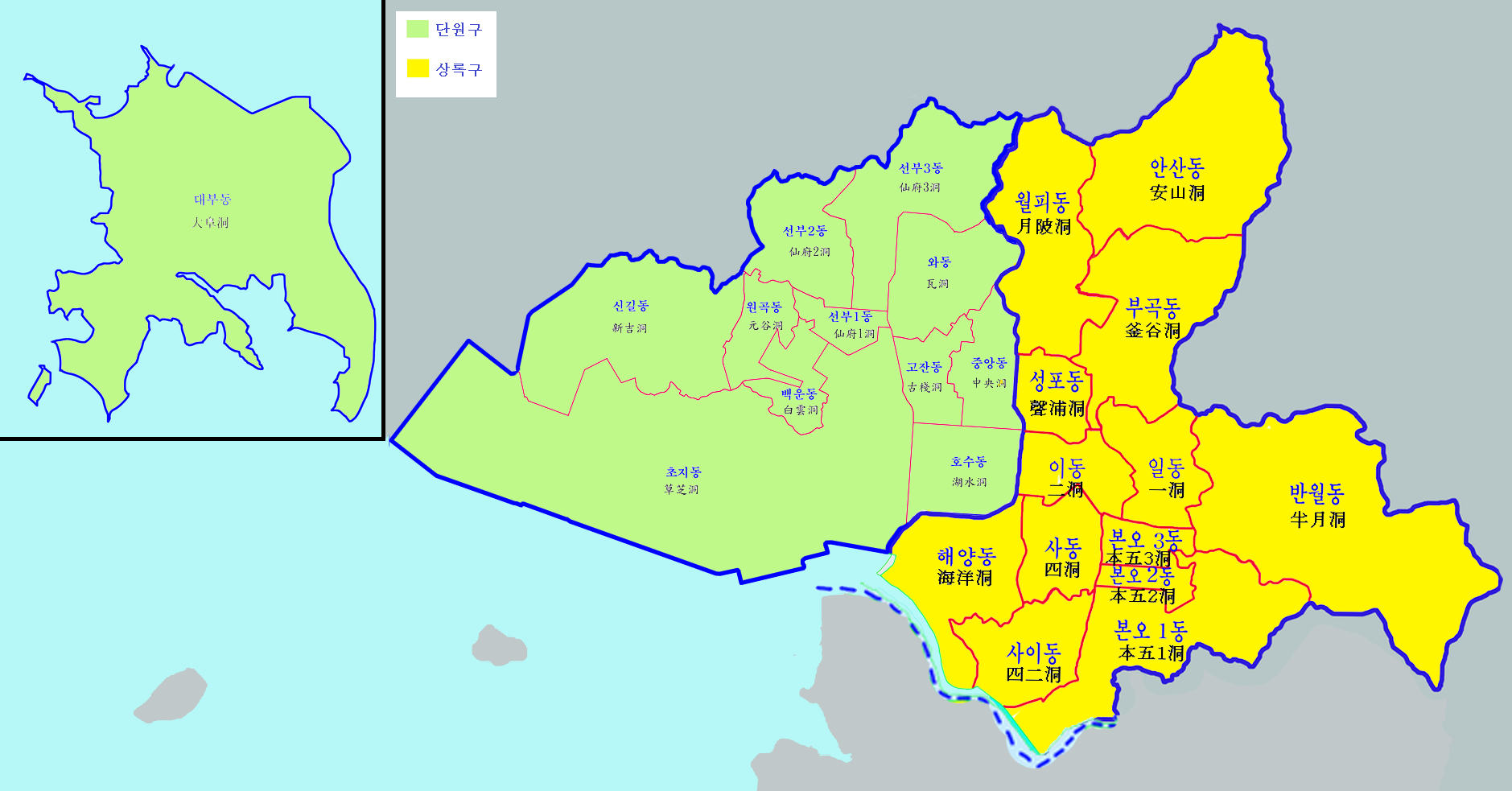
안산시 행정구역

| 일반구 | 한자   | 면적 (km2) | 세대    | 인구 (명) |
| ------ | ------ | ---------- | ------- | --------- |
| 상록구 | 常綠區 | 57.99      | 147,628 | 344,685   |
| 단원구 | 檀園區 | 91.51      | 130,879 | 306,526   |
| 안산시 | 安山市 | 149.50     | 278,507 | 651,211   |

## 인구
안산시의 인구는 2017년 기준으로 670,000명이며 인구 밀도는 4,804명/km2이다. 0~14세 인구는 19.1%, 65세 이상 인구는 6.1%이다. 생산연령층인 15~64세 인구는 74.8%로 전국평균 72.8%보다 비율이 높고, 유소년인구부양비는 25.6%로 전국 평균인 22.8%보다 높고, 노년인구부양비는 8.2%로 전국 평균인 14.5%보다 낮다. 여자 인구 100명당 남자 인구를 나타내는 성비는 105.2로 남자가 다소 많다.
- 안산시의 연도별 인구 추이[74]

| 연도   | 총인구    |  | 비고                   | 비고       |
| ------ | --------- |  | ---------------------- | ---------- |
| 1980년 | 31,140명  |  | 반월출장소             | 반월출장소 |
| 1985년 | 96,616명  |  | 반월출장소             | 반월출장소 |
| 1990년 | 252,418명 |  | 외국인: 11             | 안산시     |
| 1995년 | 510,314명 |  | 외국인: 1,515 (0.3%)   | 안산시     |
| 2000년 | 562,920명 |  | 외국인: 7,922 (1.4%)   | 안산시     |
| 2005년 | 681,590명 |  | 외국인: 11,751 (1.7%)  | 안산시     |
| 2010년 | 728,775명 |  | 외국인: 29,712 (4.1%)  | 안산시     |
| 2015년 | 747,035명 |  | 외국인: 64,244 (8.6%)  | 안산시     |
| 2019년 | 714,650명 |  | 외국인: 79,356 (11.1%) | 안산시     |
| 2020년 | 655,700명 |  |                        |            |

## 정치와 행정
2002년부터 상록구에 두 곳(갑, 을), 단원구에 두 곳(갑, 을)의 선거구를 배정받았다. 상록구 갑구는 사동, 사이동, 해양동, 본오1동, 본오2동, 본오3동, 반월동으로 구성되어 있으며, 상록구 을구는 일동, 이동, 부곡동, 월피동, 성포동, 안산동으로 구성되어 있다. 한편 단원구 갑구는 와동, 원곡동, 신길동, 백운동, 선부1동, 선부2동, 선부3동으로, 단원구 을구는 고잔동, 중앙동, 호수동, 초지동, 대부동으로 구성되어 있다.
경기도의회 의원 선거구는 8개로 짜여져 있으며 8명을 선출한다. 또한 안산시의원 의원 선거구는 상록구와 단원구로 나눈 뒤, 다시 8개의 선거구로 쪼개어 18명의 의원과 3명의 비례대표를 선출한다.
안산시의 역대 선거 투표율은 대한민국의 행정 구역들 중에서는 낮은 위치에 자리하고 있는데, 대한민국 제17대 대통령 선거(2007년)에서는 57.1%, 제5회 지방 선거(2010년)에서는 46.3%, 대한민국 제19대 국회의원 선거(2012년)에서는 47.4%, 대한민국 제18대 대통령 선거(2012년)에서는 72.3%의 투표율을 기록하였다. 특히 1995년 첫 지방 선거 때부터 2008년 대한민국 제17대 국회의원 선거 때까지의 투표율은 모두 전국 평균보다 낮았다.

### 안산시장
1986년 시로 승격되어 시청이 설치된 안산시의 시장직은 첫 전국동시지방선거가 실시된 1995년까지 관선제 시장이 도맡았으며, 1995년부터는 시민들의 투표를 통해 시장을 선출하기 시작하였다. 민선1·3기 송진섭 시장, 민선2기 민주당 박성규 시장, 민선4기 박주원 시장 대에 이르기까지 안산시의 시장직은 새정치국민회의, 민주당, 신한국당·한나라당이 장악하였으나, 잇따른 시장의 뇌물 혐의로 불명예를 안았다. 현임 시장은 2022년 제8회 전국동시지방선거에서 선출된 국민의힘 소속의 이민근이다.
| 대수         | 의장   | 지역구                       | 부의장        | 지역구           | 임기                              |
| ------------ | ------ | ---------------------------- | ------------- | ---------------- | --------------------------------- |
| 제1대 전반기 | 안병권 | 군자동                       | 최영덕        | 원곡동           | 1991년 4월 15일 ~ 1993년 4월 14일 |
| 제1대 후반기 | 안병권 | 군자동                       | 임흥무 정순민 | 고잔동 군자동    | 1993년 4월 15일 ~ 1995년 6월 30일 |
| 제2대 전반기 | 차평덕 | 초지동                       | 이만승        | 고잔동           | 1995년 7월 1일 ~ 1997년 1월 10일  |
| 제2대 후반기 | 심장보 | 사동                         | 이만승        | 고잔동           | 1997년 1월 11일 ~ 1998년 6월 30일 |
| 제3대 전반기 | 박공진 | 원곡동                       | 임흥무        | 고잔동           | 1998년 7월 1일 ~ 2000년 6월 30일  |
| 제3대 후반기 | 박선호 | 본오동                       | 김송식        | 고잔동           | 2000년 7월 1일 ~ 2002년 6월 30일  |
| 제4대 전반기 | 김송식 | 고잔동                       | 노영호        | 대부동           | 2002년 7월 1일 ~ 2004년 6월 30일  |
| 제4대 후반기 | 장동호 | 반월동                       | 정권섭        | 원곡동           | 2004년 7월 1일 ~ 2006년 6월 30일  |
| 제5대 전반기 | 김석훈 | 선부3동·와동                 | 박정호        | 호수동·대부동    | 2006년 7월 1일 ~ 2008년 6월 30일  |
| 제5대 후반기 | 심정구 | 원곡본동·원곡1·2동·선부1·2동 | 김기완        | 고잔1동·초지동   | 2008년 7월 1일 ~ 2010년 6월 30일  |
| 제6대 전반기 | 김기완 | 고잔1동·초지동               | 이민근        | 일동·이동·성포동 | 2010년 6월 30일 ~ 2012년 6월 30일 |
| 제6대 후반기 | 전준호 | 사1·2·3동·본오3동            | 윤태천        | 본오1·2동·반월동 | 2012년 7월 1일 ~ 현재             |

### 공공기관
- 한국해양연구원
- 한국전기연구원
- 수도권대기환경청
- 한국생산기술연구원 융합기술연구소
- 한국산업기술시험원 안산시험본부

## 교육
안산 지역에는 고려시대와 조선시대에 걸쳐 지방의 국립교육기관으로 향교가 존재했다. 안산향교는 1308년 충렬왕 34년 직후 건립이 추정되며, 조선시대 1569년 선조2년에 안산관아지 인근으로 이전되어, 1944년 시흥향교(현재 과천향교)로 통합때까지 안산향교는 안산 지역의 유교 교육과 학문의 큰 역할을 했다. 한국 전쟁까지 건물은 잘 보전되어 폭격으로 소실된 안산국민학교의 임시 교사 역할 및 창고도 활용했지만 1957년 철거되어 현재는 그 터만 남아 있다.
최초의 근대식 교육 시설로써는 1899년 9월 대한제국시기에 안산군공립소학교(현 안산초등학교)가 개교되었다. 이 학교는 현재의 안산시·시흥시·광명시·군포시·의왕시·과천시·안양시 등이 포함된 경기도 서남부지역의 공립소학교로써 가장 먼저 생긴 근대식 교육기관이다.
이후 안산 지역에는 일제의 조선 총독부의 식민 정책에 따라서 1922년에는 대부공립보통학교를 시작으로 1923년 5월에는 반월공립보통학교, 1923년 7월에는 군자공립심상소학교, 12월에는 군자공립보통학교가 각각 세워졌다. 광복 후에는 당시 안산 지역의 초등학교 수는 7개 학교였으며, 미군정기에는 군서공립국민학교와 화정공립국민학교의 2개 학교가 추가로 세워졌다.
현대 시대에는 안산지역의 도시 발전과 함께 많은 수의 초중고 학교들이 설립되었는데, 2009년 3월 기준으로 경기도 안산시에 있는 초등학교는 총 53개교이며, 전체 1,832학급에 총 61,302명의 학생 수를 기록했다.
현대시대에는 고등교육기관으로써 1973년에 구 일동 지역에 2년제 대학인 안산대학교(당시 안산1대학)가 개교한 이래, 1978년에 한양대학교 반월분교(현재의 ERICA 캠퍼스)가, 1994년에는 신안산대학교(당시 안산공과대학)가 개교했다. 2001년에는 서울예술대학이 서울 예장동 기존 캠퍼스에 드라마 센터만 남기고 대학 본부를 단원구 고잔2동으로 이전하였다.
고등학교 진학 제도는 광명시, 의정부시 등과 함께 과거에 비평준화 진학 제도를 채택하여 이러한 제도는 평준화 지역에 비해 비효율적이라는 비판과 통계가 존재하기도 했으나, 송진섭 전 시장은 임기 중에 안산시의 고교 비평준화제에 대하여 긍정적으로 평가했다. 하지만 김상곤 경기도교육감은 광명시, 의정부시와 함께 안산시를 고교 평준화 지역으로 바꾸는 것을 추진했다. 최근에는 전국연합 학력평가를 앞두고 일선 초등학교에서 학생들에게 가혹행위를 가하고 있다는 비판이 제기되고 있다. 한편, 경기도교육청이 2011년 학과개편안을 승인함에 따라 2011년부터 안산여자정보고등학교는 ‘공연콘텐츠과’의 신설과 함께 안산디자인문화고등학교로 개편되고, 일반계 고등학교인 안산고등학교는 1학급이 줄어들었다.
안산시는 2013학년도부터 평준화 지역으로 들어가게 되었으며, 학교난 해소의 일환으로, 두 곳의 고등학교가 2013년에 새로 개교하였다. 그러나 이러한 고등학교 확충 정책에도 불구하고 학급 과밀 현상은 여전히 안산시의 당면 과제로 남아 있다.
- 사립대학교

|  | - 서울예술대학교, 신안산대학교, 안산대학교, 한양대학교 ERICA캠퍼스 |

- 고등학교

|  | - 경기모바일과학고등학교 - 경안고등학교 - 경일관광경영고등학교 - 고잔고등학교 - 광덕고등학교 - 단원고등학교 | - 대부고등학교 - 부곡고등학교 - 상록고등학교 - 선부고등학교 - 성안고등학교 - 성포고등학교 | - 송호고등학교 - 신길고등학교 - 안산강서고등학교 - 안산고등학교 - 안산공업고등학교 - 안산국제비즈니스고등학교 | - 안산동산고등학교 - 안산디자인문화고등학교 - 양지고등학교 - 원곡고등학교 - 초지고등학교 - 한국디지털미디어고등학교 |

| \| - 경수중학교 - 관산중학교 - 광덕중학교 - 단원중학교 - 대부중학교 - 반월중학교 - 별망중학교 - 본오중학교 - 상록중학교 \| - 석수중학교 - 석호중학교 - 선부중학교 - 선일중학교 - 성포중학교 - 송호중학교 - 시곡중학교 - 신길중학교 - 안산부곡중학교 \| - 성안중학교 - 안산성호중학교 - 안산중학교 - 안산해양중학교 - 양지중학교 - 와동중학교 - 원곡중학교 - 원일중학교 - 이호중학교 \| - 중앙중학교 - 초지중학교 \| | | |                           |
| - 경수중학교 - 관산중학교 - 광덕중학교 - 단원중학교 - 대부중학교 - 반월중학교 - 별망중학교 - 본오중학교 - 상록중학교 | - 석수중학교 - 석호중학교 - 선부중학교 - 선일중학교 - 성포중학교 - 송호중학교 - 시곡중학교 - 신길중학교 - 안산부곡중학교 | - 성안중학교 - 안산성호중학교 - 안산중학교 - 안산해양중학교 - 양지중학교 - 와동중학교 - 원곡중학교 - 원일중학교 - 이호중학교 | - 중앙중학교 - 초지중학교 |

| \| - 각골초등학교 - 경수초등학교 - 경일초등학교 - 고잔초등학교 - 관산초등학교 - 능길초등학교 - 대남초등학교 - 대남초등학교 풍도분교 - 대동초등학교 - 대부초등학교 - 덕성초등학교(안산시) - 덕인초등학교 \| - 매화초등학교 - 반월초등학교 - 별망초등학교 - 본오초등학교 - 본원초등학교 - 삼일초등학교 - 상록초등학교 - 석호초등학교 - 선부초등학교 - 선일초등학교 - 성안초등학교 - 성포초등학교 \| - 송호초등학교 - 슬기초등학교 - 시곡초등학교 - 시랑초등학교 - 신길초등학교 - 안산광덕초등학교 - 안산대월초등학교 - 안산부곡초등학교 - 안산서초등학교 - 안산석수초등학교 - 안산양지초등학교 - 안산원곡초등학교 \| - 안산중앙초등학교 - 안산진흥초등학교 - 안산창촌초등학교 - 안산청석초등학교 - 안산초등학교 - 안산해양초등학교 - 안산호원초등학교 - 안산화정초등학교 - 와동초등학교 - 원일초등학교 - 이호초등학교 - 정재초등학교 \| - 정지초등학교 - 초당초등학교 - 초지초등학교 - 팔곡초등학교 - 학현초등학교 - 호동초등학교 - 화랑초등학교 \| | | | | |
| - 각골초등학교 - 경수초등학교 - 경일초등학교 - 고잔초등학교 - 관산초등학교 - 능길초등학교 - 대남초등학교 - 대남초등학교 풍도분교 - 대동초등학교 - 대부초등학교 - 덕성초등학교(안산시) - 덕인초등학교 | - 매화초등학교 - 반월초등학교 - 별망초등학교 - 본오초등학교 - 본원초등학교 - 삼일초등학교 - 상록초등학교 - 석호초등학교 - 선부초등학교 - 선일초등학교 - 성안초등학교 - 성포초등학교 | - 송호초등학교 - 슬기초등학교 - 시곡초등학교 - 시랑초등학교 - 신길초등학교 - 안산광덕초등학교 - 안산대월초등학교 - 안산부곡초등학교 - 안산서초등학교 - 안산석수초등학교 - 안산양지초등학교 - 안산원곡초등학교 | - 안산중앙초등학교 - 안산진흥초등학교 - 안산창촌초등학교 - 안산청석초등학교 - 안산초등학교 - 안산해양초등학교 - 안산호원초등학교 - 안산화정초등학교 - 와동초등학교 - 원일초등학교 - 이호초등학교 - 정재초등학교 | - 정지초등학교 - 초당초등학교 - 초지초등학교 - 팔곡초등학교 - 학현초등학교 - 호동초등학교 - 화랑초등학교 |

## 경제
안산시는 정부의 계획에 따라 안산스마트허브의 배후에 세워진 공업 중심의 계획 도시이기 때문에, 농업이 산업에서 차지하는 비중이 매우 낮고 제조업의 비율이 높다.
안산 산업의 중입이 되는 공업은 시가 설치되기 이전부터 정부가 안산 지역에 집중적으로 양성해왔기 때문에 공업 종사 인구가 매우 많으며, 안산스마트허브(반월공단)와 시흥과 안산에 있는 시화스마트허브(시화공단)의 2개의 국가산업단지와 지방산업단지인 반월도금단지가 있다. 안산·시흥스마트허브에서 주로 생산되는 것은 조립 금속이고, 그 다음으로 정밀 화학·자동차 부품·전자 부품 등의 생산이 이루어지고 있다. 한편 반월·시화 공단의 70% 이상을 대기업의 하청을 맡는 중소기업이 차지하자 1999년에는 기술집약 기업을 유치하기 위해 사동에 경기테크노파크를 유치, 2003년 5월 개장하였다. 2021년 기준 안산시의 재정자립도는 36.9%이다.

### 산업별 종사자 현황
2014년 안산시 산업의 총 종사자 수는 314,120 명으로 경기도 총 종사자 수의 약 7.0%를 차지하고 있다. 이중 농림어업(1차 산업)은 51명으로 비중을 거의 차지하지 않으며, 광업 및 제조업(2차 산업)은 129,570명으로 41.2%의 비중을 차지하며, 상업 및 서비스업(3차 산업)은 184,499명으로 58.7%의 비중을 차지한다. 2차 산업은 경기도 전체의 비중(27.1%) 보다 높고, 3차 산업은 경기도 전체 비중(72.9%) 보다 낮다. 3차 산업 부문에서는 도소매업(19.3%), 사업서비스업(13.7%), 숙박 및 요식업·보건업·사회복지서비스업(10.1%)이 큰 비중을 차지하고 있다.

### 상업

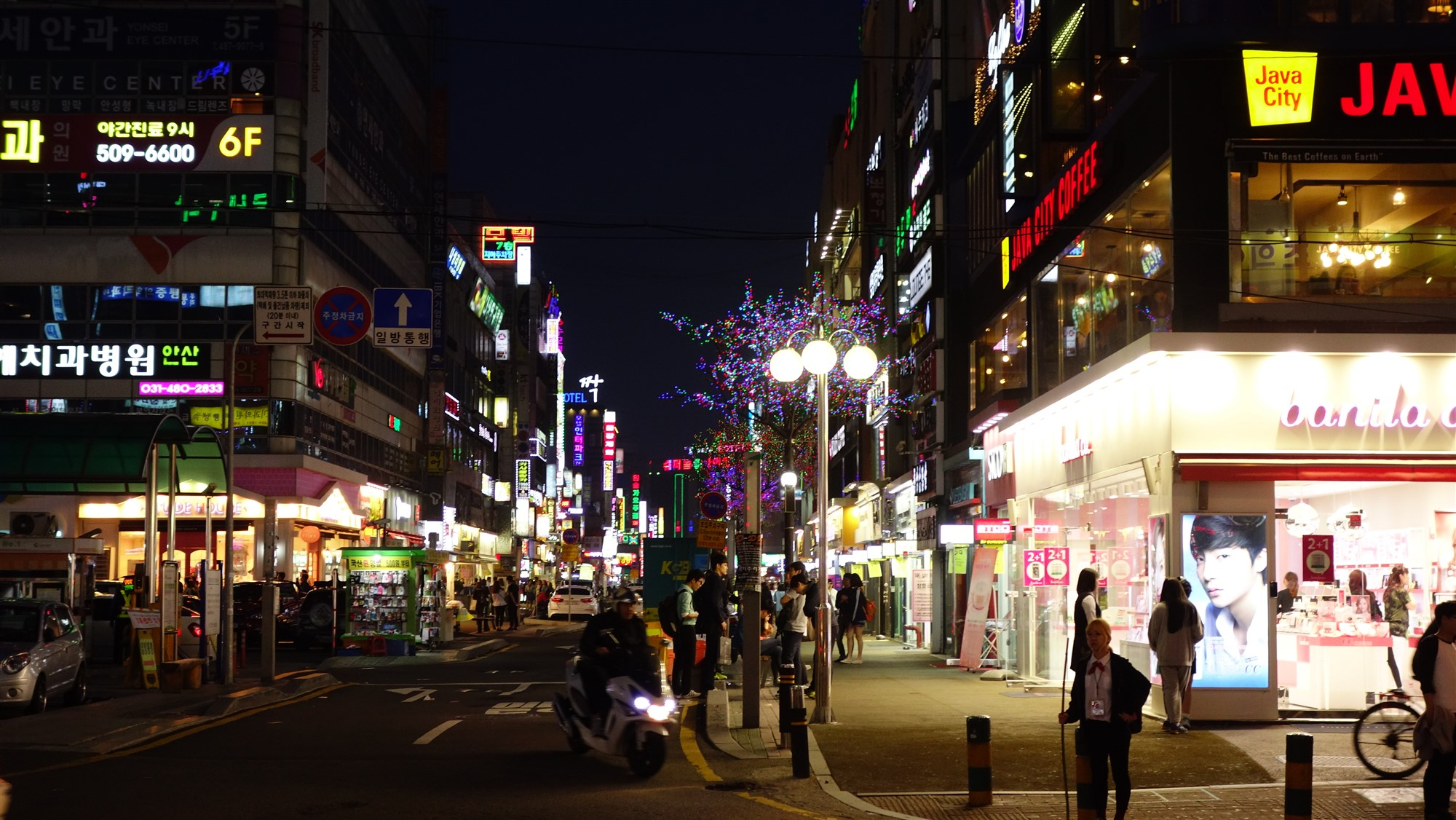
고잔2동(중앙동)상업지역 거리 야경

주거지 인근 상업지역에는 홈플러스, 이마트, 롯데마트 등의 대형 할인마트들이 곳곳에 들어서 있으며, 2001년에는 고잔 간척지에 로데오 거리 형태로 안산의류상설시장이 조성되었다. 특히 고잔2동(중앙동) 중앙역 인근 상업지역은 안산지역의 중심지라고 볼 수 있다.

#### 백화점·대형아울렛
- 롯데백화점 안산점 (단원구 고잔동)
- NC백화점 고잔점 (단원구 고잔동)

#### 대형마트
- 이마트 고잔점 (단원구 초지동)
- 이마트 트레이더스 안산점 (단원구 신길동)
- 롯데마트 안산점 (상록구 성포동)
- 롯데마트 상록점 (상록구 본오동)
- 롯데마트 선부점 (단원구 선부동)
- 홈플러스 안산고잔점 (단원구 고잔동)
- 홈플러스 안산선부점 (단원구 선부동)
- 킴스클럽 뉴코아아울렛안산점 (단원구 고잔동)[참고]
- 킴스클럽 고잔점 (단원구 고잔동)[참고]

#### 영화관
- CGV 안산점 (단원구 고잔동)
- 롯데시네마 안산점 (상록구 성포동)
- 롯데시네마 센트럴락점 (단원구 고잔동)
- 롯데시네마 안산고잔점 (단원구 고잔동)
- 메가박스 안산중앙점 (단원구 고잔동)

### 의료기관
안산시에 위치하는 주요 의료기관은 다음과 같다.
- 고려대학교 안산병원 : 대학병원이자 안산에서 유일한 상급종합병원이다.
- 근로복지공단 안산병원
- 단원병원
- 의료법인 대아의료재단 한도병원
- 의료법인 칠석의료재단 안산사랑의병원
- 안산21세기병원

## 교통

### 철도

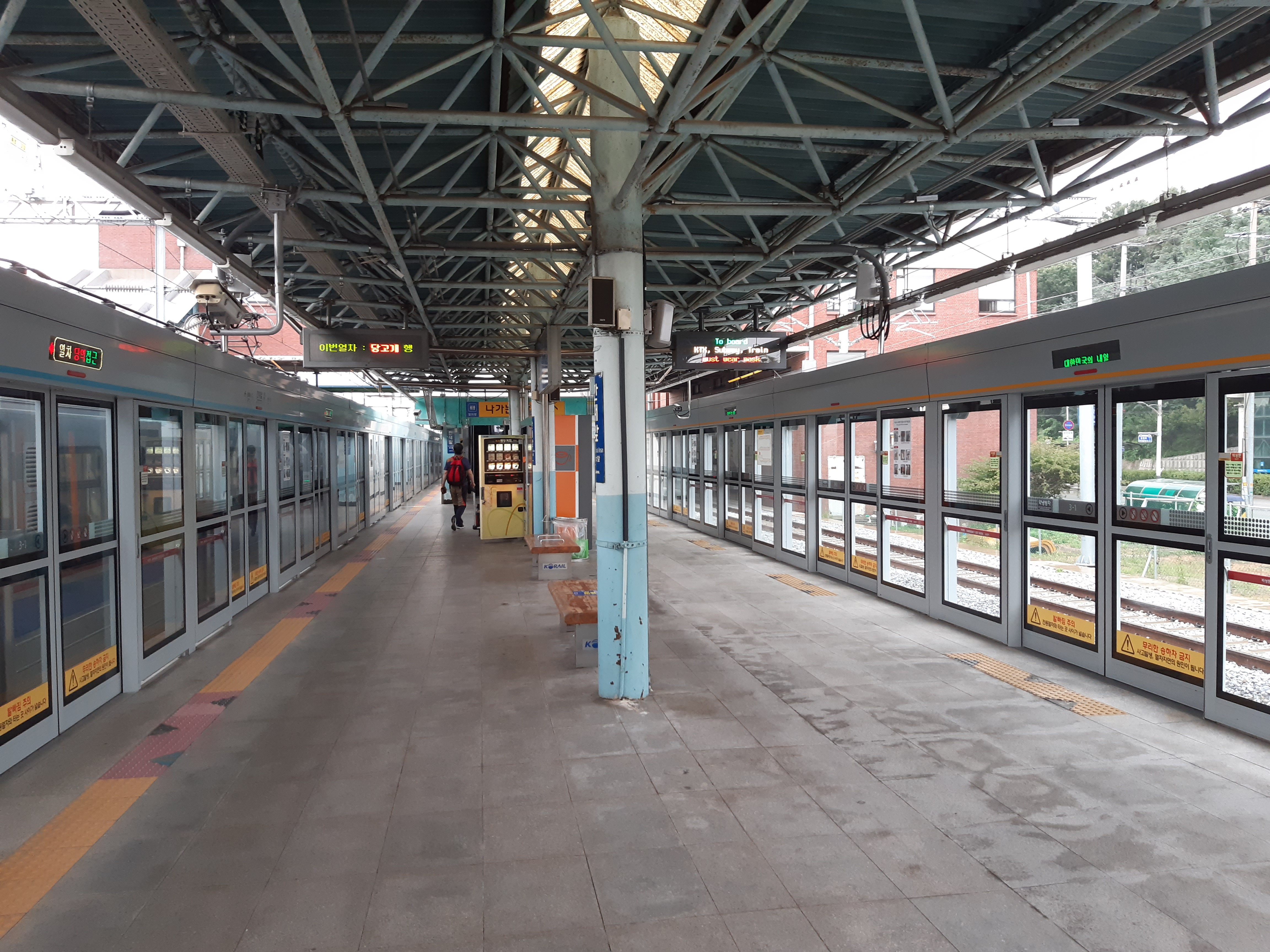
한대앞역

안산 지역의 주요 철도로 안산선, 수인선 그리고 수도권 전철 서해선이 있으며, 수도권 광역철도로써, 각각 수도권 전철 4호선, 수도권 전철 수인·분당선, 수도권 전철 서해선 노선으로 운행되고 있다.  안산선 선로 공유 운행하는 수도권 전철 4호선과 수도권 전철 수인·분당선 경우 안산의 중앙을 동서로 관통하기 때문에 동서 간의 왕래가 편리하며, 수도권 전철 서해선의 경우 안산서부지역과 시외곽을 남북으로 연결하며, 초지역에서 수도권 4호선, 수인분당선, 수도권 전철 서해선 안산시 관내 모든 전철 노선의 환승이 가능하다.
경부선, 장항선 등 일반 여객철도를 이용할 경우에는 인근 다른 도시의 철도역인 수원역과 KTX 광명역, 안양역 등을 이용해야 한다. 이들 역들은 안산 곳곳에서 출발하는 대중교통으로 연계된다.
이 지역의 최초의 철도 교통은 일제강점기 시대인 1937년 개통한 협궤철도인 수인선이다. 수원역과 인천역을 잇는 중간의 경유지로써, 군자역, 사리역 부근에는 어시장이 활발히 형성될 정도로 그 당시 주변 농어촌민들이 많이 이용하였으나, 도시 형성과 발전 과정 중에 협궤열차는 점점 쇠퇴하였다. 1977년의 수인산업도로 개통 등 도로 교통의 발달과 더불어 1988년 안산선 개통으로 수인선의 승객이 급감하여, 1996년 1월 1일 협궤철도인 수인선의 영업운행이 중단되었다.
한편, 안산시 승격 초기인 1988년에 안산선 안산역~금정역 구간이 개통되었을 무렵 초기 안산선은 서울역, 청량리역 등 안산과 서울을 연결하는 경부선 국철의 지선으로 운행했었다. 1994년부터 서울 지하철 4호선 및 과천선과 직결 운행을 하게 되었고, 2000년부터는 안산선 전체가 수도권 전철 4호선으로 편입되었다. 2003년 4월 30일을 끝으로 경부선 지선 역할인 수도권 전철 1호선의 직결 운행도 중단되었다.
안산선은 크게는 안산을 서울시와 인근 수도권을 연결하는 광역철도인 동시에, 안산 도시 내에서도 작게는 도시 교통의 주요 동서축에 담당하는 도시철도의 역할도 한다. 2000년에는 오이도역까지 연장되어 시흥시 남부인 시화 지역과도 연결되었다.
한편, 1996년 이후 운행이 중단된 협궤철도였던 수인선은 복선전철로 개량되며, 2012년 6월 30일 오이도역~송도역 1차로 개통으로 수도권 전철 4호선과 오이도역에서 환승해서 인천지역까지 연결되었고 2016년 2월 27일 송도역에서 인천역까지 노선을 연장하여 인천간 이동을 편리화하였다. 수인·분당선의 한대앞역~오이도역 구간은 기존 안산선의 역과 선로를 공유하며 2020년 9월 12일부터 기존 분당선과 직결 운행 체제로 개통되었다. 또한 2018년 6월 개통한 수도권 전철 서해선은 반월국가산업단지와 초지역, 선부동을 지나가 북쪽으로 시흥시, 부천시와 연결된다.
향후 미래에 인천발 KTX 사업을 통해 초지역이 KTX 정차역으로 지정되면서 기존 일반 장거리 여객철도에서 광명역이나 수원역 등을 이용해야하는 불편함을 해소시켜 줄 전망이다. 초지역의 KTX 정차역 사업은 2018년 착공하여 2021년 완공됐다.
이에 따라 초지역은 수도권 전철 4호선, 수인·분당선, 수도권 전철 서해선 등의 수도권 전철 3개노선과 더불어 향후 인천발 KTX의 고속열차 더불어 대곡~홍성간 서해선에서는 KTX-이음준고속열차와 여객열차 등이 정차 될 안산시 관내 주요 역사로 운행될 계획이다.
또한 안산, 시흥과 KTX광명역, 서울 여의도를 연결하는 신안산선이 2019년부터 착공하여 2025년 완공될 예정이다.
- 한국철도공사
  - 안산선 (● 수도권 전철 4호선)
(시흥시) ↔ 신길온천역 ↔ 안산역 ↔ 초지역 ↔ 고잔역 ↔ 중앙역 ↔ 한대앞역 ↔ 상록수역↔ 반월역↔ (군포시)
  - 수인선 (● 수도권 전철 수인·분당선)
(시흥시) ↔ 신길온천역 ↔ 안산역 ↔ 초지역 ↔ 고잔역 ↔ 중앙역 ↔ 한대앞역 ↔ 사리역↔ (화성시)
- 서해철도
  - 서해선 (● 수도권 전철 서해선)
(시흥시) ↔ 달미역 ↔ 선부역 ↔ 초지역 ↔ 시우역 ↔ 원시역 (종점)
  - 서해선 셔틀버스[101]: 초지역 ↔서화성역

### 도로
안산의 외곽지역으로 서해안고속도로, 평택파주고속도로, 영동고속도로, 수도권제1순환고속도로, 평택시흥고속도로가 통과하며, 안산 지역의 국도는 국도 제39호선, 42호선, 77호선, 47호선이 있다. 국도 제42호선의 일부인 수인산업도로가 안산 동부 지역을 지나가며 안산시의 주요 도로인 중앙대로, 용신로, 삼일로, 해안로 등의 도로들과 직접 연결된다. 이 때문에, 다수의 고속버스 및 시외버스 노선이 수인산업도로를 이용하여 운행되고 있다.
고속도로
안산 지역에서 첫 번째 고속도로 등장은 현 영동고속도로의 연장선인 당시 신갈안산고속도로가 1991년 11월 29일 개통되었으며, 초창기에는 임시로 안산 나들목이 수인산업도로와 직접 연결되다가 현 양상동 위치로 옮겨졌다. 과거의 서해안고속도로의 일부 구간인 능해 나들목 ~ 안산 나들목 구간이 1994년 7월 7일 개통되었으며 서안산 나들목이 설치 되었다. 1995년 11월 28일 서울안산고속도로 개통에 이어서 1996년 12월 17일 서해안고속도로 일부 구간 (안산 분기점 ~ 서평택 나들목 / 포승 임시 나들목)이 개통되면서 신갈안산고속도로와 안산 분기점이 형성하게 되었다.
2001년 8월 25일 고속도로 개편으로 서울안산고속도로가 서해안고속도로로 개편되고, 기존 서해안고속도로의 서창 분기점 ~ 안산 분기점 일부 구간과 신갈안산고속도로가 기존의 영동고속도로와 함께 영동고속도로로 개편하게 되었다.
서해안고속도로와 영동고속도로가 만나는 안산 분기점이 존재하며, 영동고속도로 서안산 나들목 및 안산 나들목을 통해 고속도로로 진입할 수 있다. 영동고속도로 하행선 진입 시에는 서안산 나들목과 안산 나들목보다는 반월 인근의 군포시에 있는 군포 나들목이 비교적 많이 이용되며, 서해안고속도로 하행선 이용시 화성시에 있는 매송 나들목으로 이용하기도 한다.
제2서해안고속도로의 일부 구간인 평택시흥고속도로가 2013년 3월 28일에 개통함에 따라 남안산 나들목이 안산스마트허브 (반월국가산업단지)와 연결되어 안산 서부 지역에서 인천 방면 및 서평택 방면의 진출입이 더 용이해졌다.
평택파주고속도로가 2016년 4월 29일에 개통되었으며 동안산·당수 나들목도 새로 신설되었다.
수도권제1순환고속도로는 안산시를 지나가나 안산시로 진출입하는 나들목은 없다.
| 15  | 매송 나들목 ↔ 팔곡 분기점 ↔ 안산 분기점 ↔ 조남 분기점                               |
| 17  | 금곡 나들목 ↔ 동안산·당수 나들목 ↔ 남군포 나들목                                    |
| 50  | 군자 분기점 ↔ 서안산 나들목 ↔ 안산 나들목 ↔ 안산 분기점 ↔ 둔대 분기점 / 군포 나들목 |
| 100 | 안산시의 진출입 나들목은 없으며, 안산시를 지나가는 구조이다.                        |
| 153 | 송산마도 나들목 ↔ 남안산 분기점 ↔ 남안산 나들목 ↔ 군자 분기점                       |
| 400 | 송산마도 나들목 ↔ 남안산 분기점 ↔ 시화 나들목                                       |

국도
국도 제39호선은 인근 부천시, 시흥시, 화성시, 평택시로 연결되며, 국도 제42호선은 인근의 인천광역시와 수원시를 연결한다. 안산 시가지 형성 전에도 안산동 읍내 일대에는 수원, 서울(금천), 인천 방면의 도로가 교차 되었으며, 자연부락의 여러 마을들이 비포장 도로와 연결되었다. 1977년에는 국도 제42호선의 일부인 수인산업도로의 개통 등으로 인해 안산 지역은 본격적으로 도로 교통의 발달이 시작되었다. 특히 도시 형성 전부터 수인산업도로를 통해 태화상운 소속의 시외버스가 인천과 수원을 연결함에 따라 인근 도시 지역을 연결함으로써 본격적인 대중 도로 교통이 시작했다. 1970년대 후반부터 1980년대까지 반월신공업도시 (현 안산시) 조성으로 격자와 방사선 형의 시가지 도로가 건설되기 시작했다.
- 국도 제39호선은 산단로, 중앙대로 등의 이름으로 있으며, 국도 제42호선의 일부인 수인산업도로의 일부 구간과 중첩된다.
- 국도 제42호선인 수인산업도로는 동부 시외곽 지역의 주요 간선도로 역할을 하며 중앙대로, 삼일로 등이 연결되어 있다.
- 국도 제47호선은 안산 동부 외곽지역에 위치한 양촌 나들목 기점으로 북동쪽 방향으로 과천시, 서울특별시 서초구와 강남구, 강원특별자치도 철원군 지역 등 연결한다.
- 국도 제77호선은 별망로로 시흥스마트허브와 안산스마트허브를 동서로 연결하며, 화성시 송산면 남양로 방면으로는 아직 미연결 상태로, 시화호를 두고 끊겨 있다.

| 39 | 수인로, 산단로, 중앙대로, 서해로 |
| 42 | 수인로                           |
| 47 | 서해로                           |
| 77 | 별망로                           |

지방도
- 국가지원지방도 : 국가지원지방도 제84호선, 국가지원지방도 제98호선
- 지방도 : 지방도 제301호선, 지방도 제313호선, 지방도 제322호선

| 84  | 별망로 해안로 비봉로 시우로 |
| 98  | 비봉로 본오매송로 해안로    |
| 301 | 대부황금로                  |
| 313 | 어사로                      |
| 322 | 화성로 송산로               |

#### 자전거 도로
도시 계획 때부터 시내 주요 간선도로인 광덕대로, 삼일로, 중앙대로, 동산로 등은 이미 자전거 전용 도로가 도로와 같이 구축되었다. 2000년대에는 남북의 하천 정비로 인해서 이를 이용한 보도를 겸한 자전거 도로 및 자전거 보관소 곳곳에 설치되기 시작했으며, 특히 '페달로'라는 안산시 자체 운영하는 공공 자전거를 설치해서 대대적으로 운영하기도 했다. 페달로 공공자전거는 시민들 만족도와 활용도 좋았으나, 운영 적자 및 민간 사업 전환의 이유로 2020년부터 페달로 운영을 축소하면서 2021년 12월 31일부로 페달로 운영을 종료했다. 기존 시설들은  카카오 T 바이크 등 민간사업자 등이 활용하고 있다. 안산시 면적 대부분이 구릉 평지이며, 간선 대중 교통망인 전철 이용해서 역 환승시설의 자전거 보관소를 이용하기 편리하며, 버스노선들이 굴곡이 많은 등 이유로 자전거 이용률이 다른 도시들 비하면 상당히 높은 편이다.

### 버스

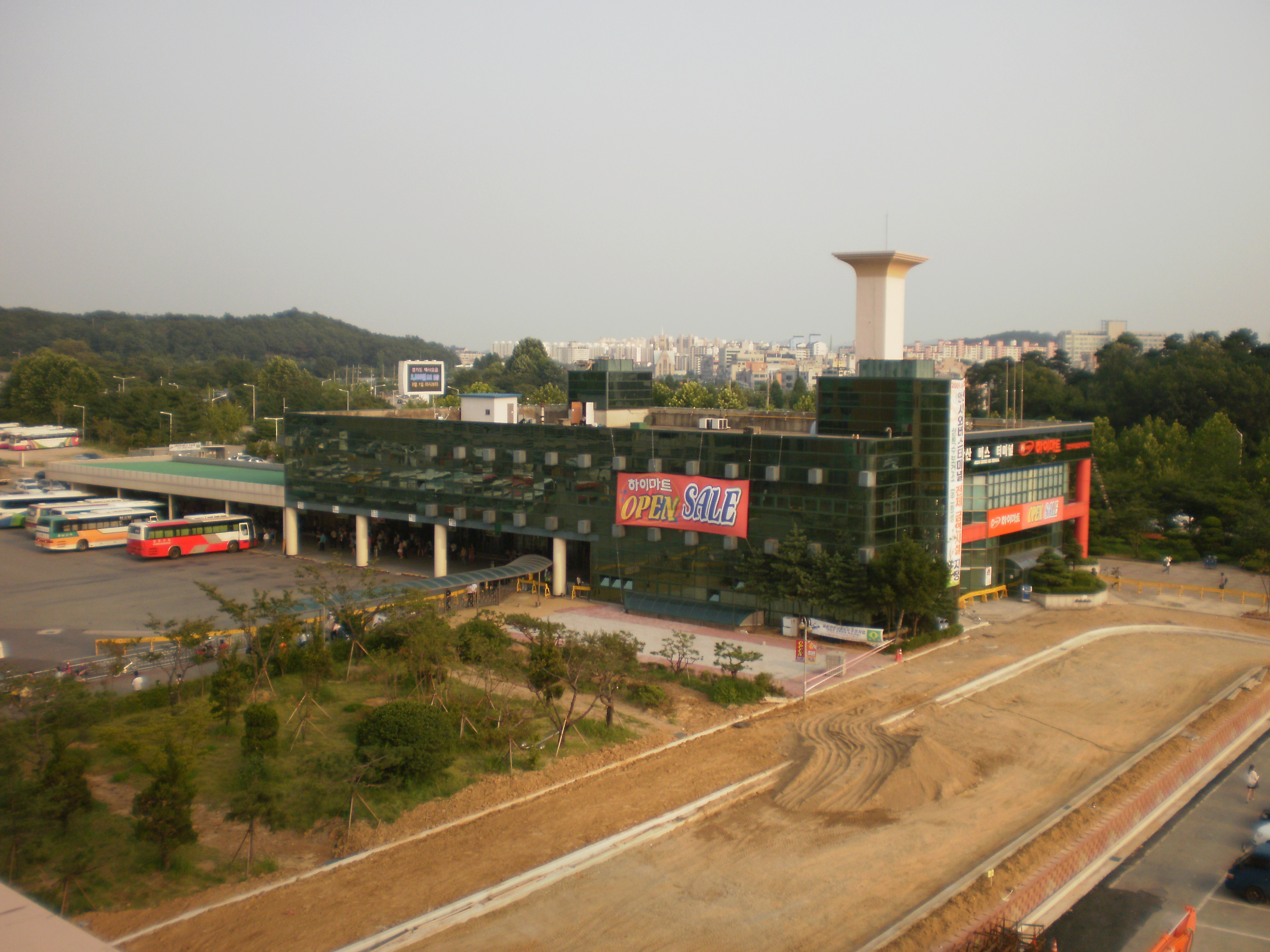
안산종합버스터미널

안산종합버스터미널에서 인천국제공항 및 전국 주요 도시를 운행하는 고속버스와 시외버스들을 이용할 수 있다. 또한 천안, 동서울, 평택 안중 등으로 가는 일부 노선은 상록수역 인근 정류장을 경유한다,
안산역 버스환승센터에서는 안산시내, 반월산업단지, 시화지구와 더불어 서울(여의도, 강남) 및 인근 도시들(수원, 시흥, 부천, 인천, 안양, 성남)로 연결되는 상당수의 도시형버스, 일반좌석버스 및 시외버스등을 이용할 수 있다. 또한 인천국제공항 및 김포공항으로 가는 공항시외버스도 경유한다.
안산역, 안산종합버스터미널, 상록수역 등 인근 버스정류장들에서 강남역, 수원역 등 서울 및 수도권 주요 교통 터미널로 가는 버스를 이용할 수 있다.

### 선박

#### 해운
안산 대부도 방아머리항에서 안산시 속하는 풍도와 육도 및 인천광역시 연안부두 및  덕적도, 자월도, 승봉도 등 인천광역시 옹진군의 섬들을 가는 대부해운 소속의 카페리 및 배를 이용할 수 있다.

#### 내운
안산시는 2020년에 안산천 하구, 시화MTV 반달섬, 대부도 (구)방아머리 세 곳에 선착장을 완공했는데, 이는 약40톤 규모의 40인용 친환경선박 형태인 관광유람선 취항 목표로 시화호 일대가 개발되기 전 사리포구가 있던 상록구 사동 호수공원 인근 안산천 하구에서 출발해 시화MTV 반달섬을 거쳐 시화호 방조제 안쪽 옛 방아머리선착장까지 이어지는 총 길이 21㎞의 옛 뱃길를 조성하는 사업을 추진하고 있다. 그러나 안산천 하구 수심문제 등의 이유로 사업계획에 차질이 발생하고 있다.

## 문화

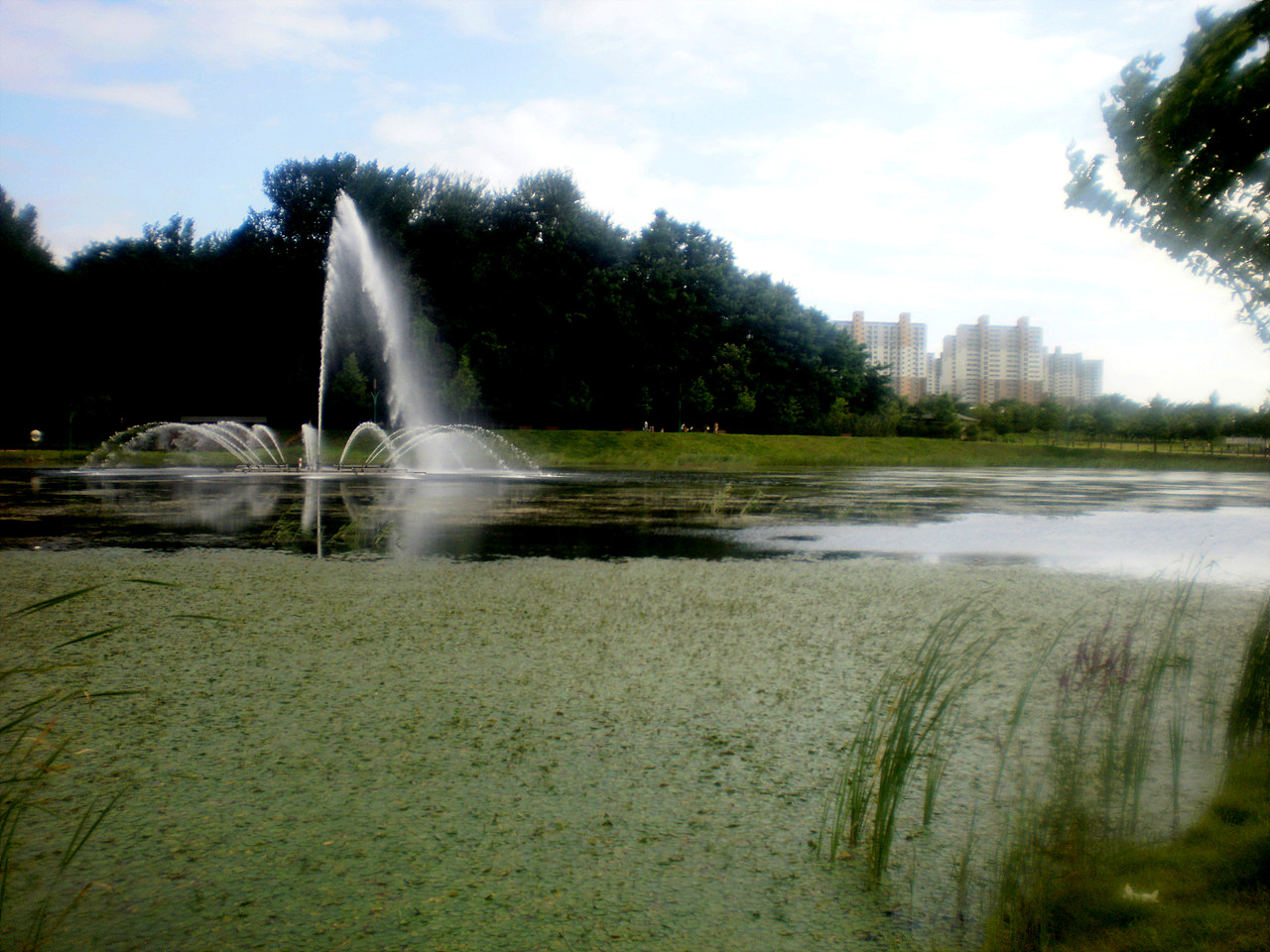
안산호수공원

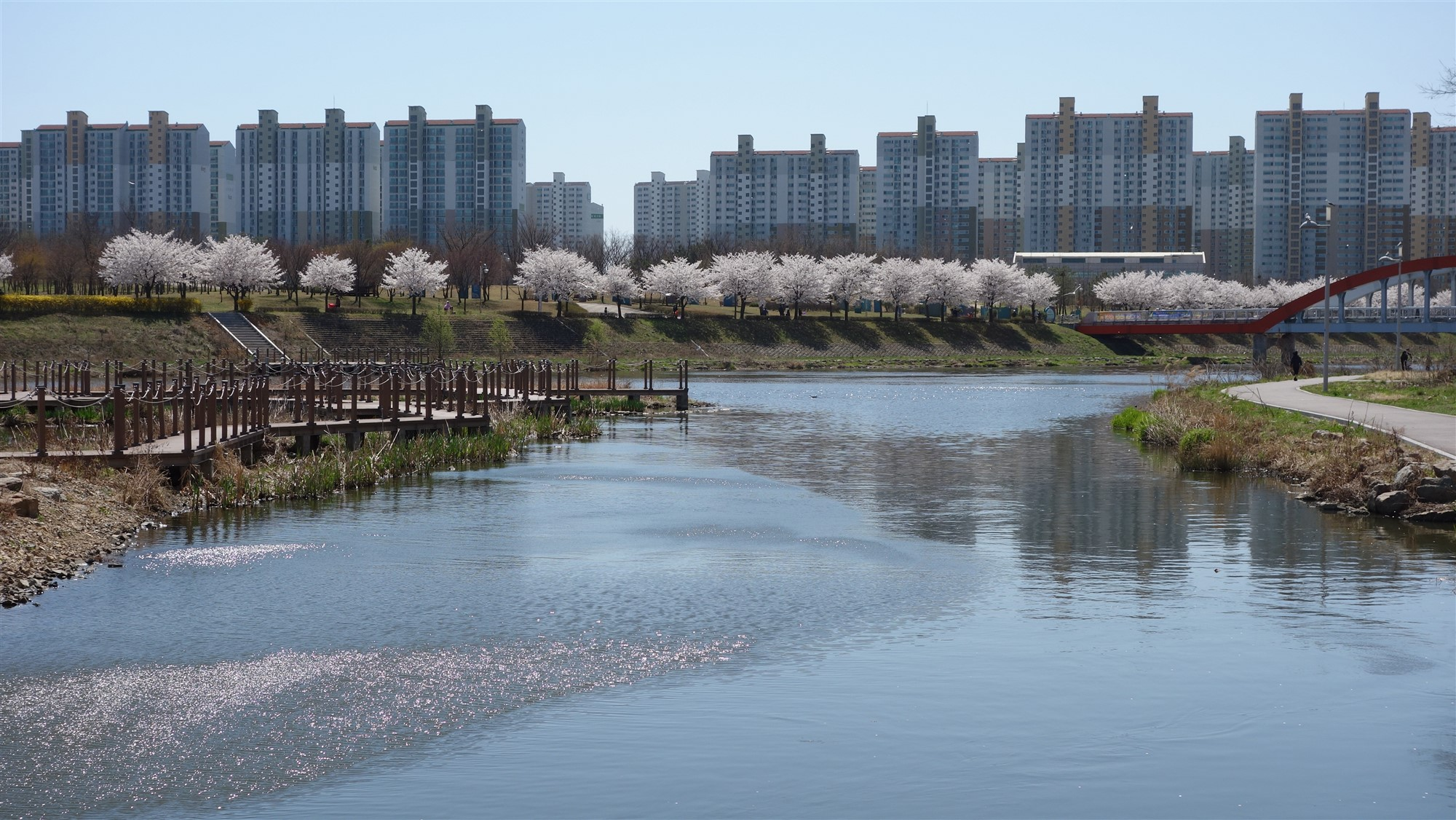
안산천 호수공원

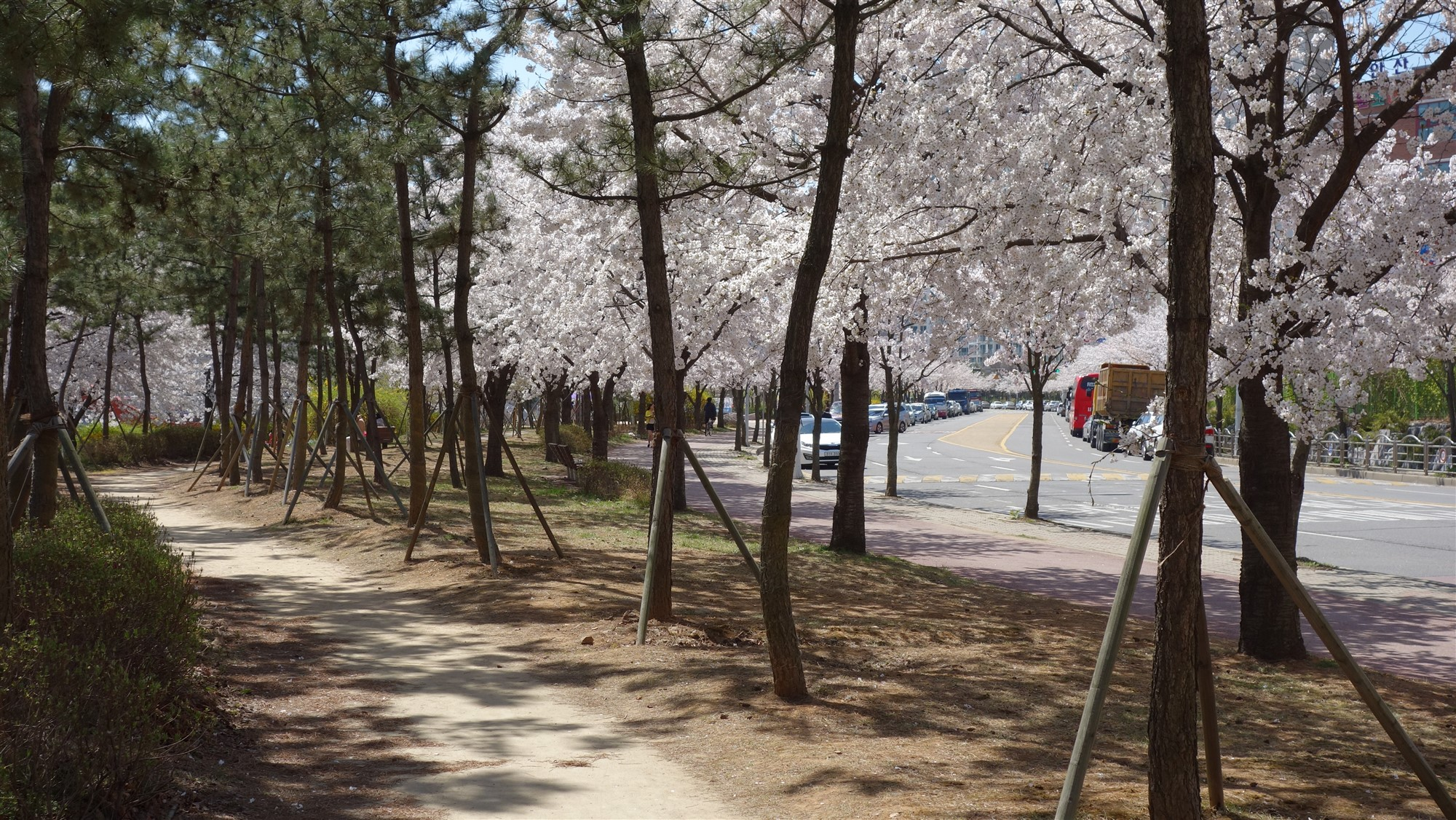
안산천주변 가도

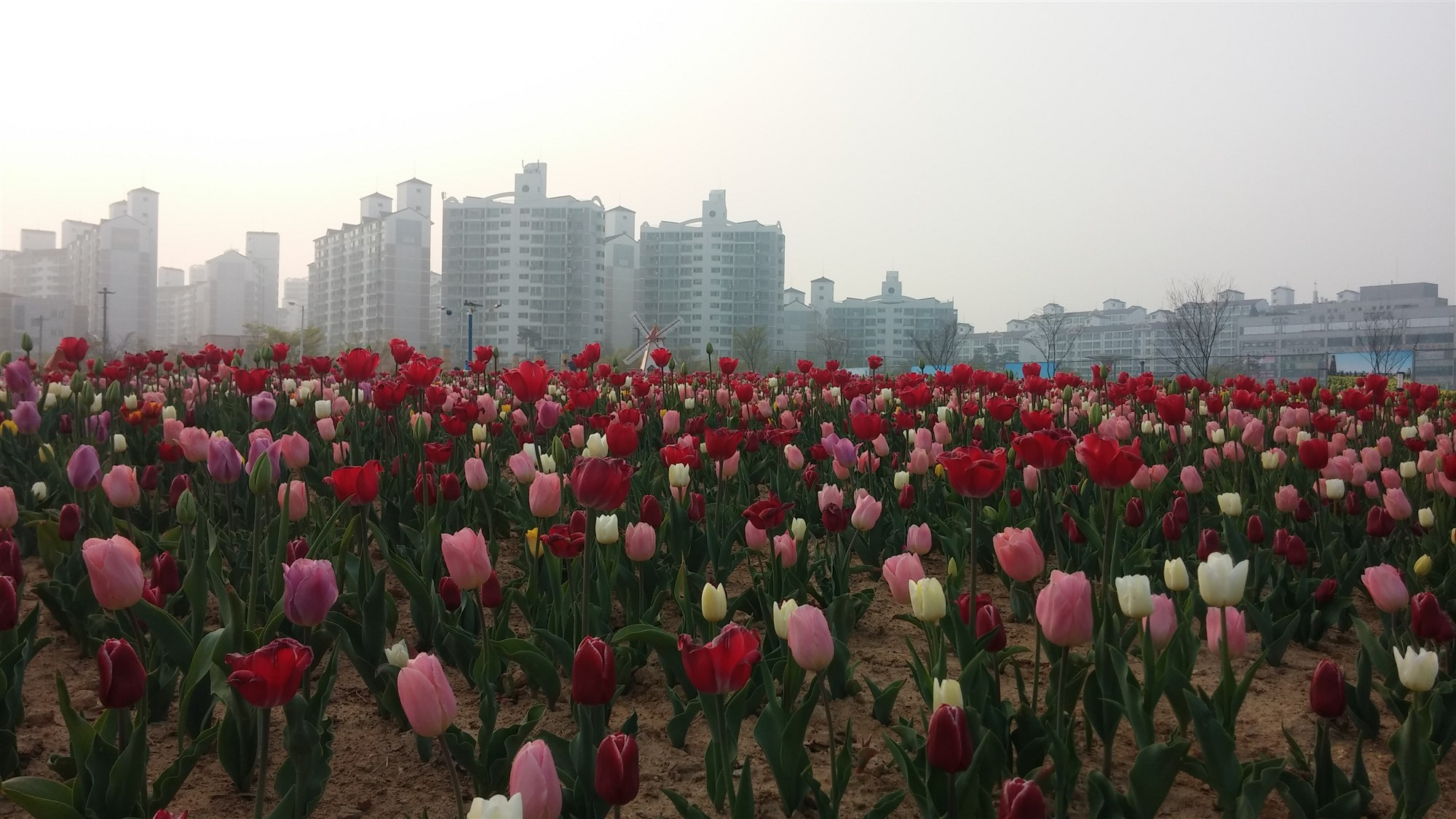
광덕로주변 별빛광장

### 자연 관광
안산시의 대부분은 간척 사업을 통해 확보된 지역이기 때문에 자연적인 형태를 보존하고 있는 바닷가는 많지 않다. 특히 시화방조제 건설 이후 천연 해안이 급격히 줄어들어, 대부도를 제외한 안산시내에는 해수욕장이나 해안 절벽 등이 존재하지 않는다. 하지만 안산시는 시화방조제 사업 이후 조성한 시화호와 시화호 갈대습지 등을 관광 상품으로 활용하고 있다. 시화호는 수질 오염으로 사회적인 논란의 대상이 되었으나, 한국수자원공사와 안산시의 주도로 조성된 갈대습지공원 등으로 수질이 차차 개선되어가고 있다.
내륙쪽으로는 반월저수지나 수리산의 한갈래인 수암봉이 있으며, 수암봉에서 수리산의 태을봉 능선을 거쳐 군포시, 안양시, 시흥시로 갈 수 있다.

### 문화유산
안산시에는 총 38개의 지정문화유산이 산재해 있는데 그 중 21개는 안산시가 지정한 향토유적이고, 나머지 17개는 경기도 지정문화재이다.
별망성지(경기도 기념물 제73호, 단원구 초지동)는 조선 초기 남양만을 통해 침입하는 왜구를 막기 위해 돌로 쌓아 만든 성의 터로 군영지로도 쓰인 흔적이 남아있다. 이 별망성지는 임진왜란과 한국 전쟁으로 파괴된 것을 1988년 복원한 것이다. 또한 수암봉 어귀에 있었던 안산읍성의 터도 경기도 기념물 제157호로 지정되어있다. 조선 시대의 문인과 유학자들과 관련된 유산들도 많다. 덕흥대원군의 외조부 안탄대의 묘(경기도 기념물 제83호, 단원구 성곡동), 한응인의 영정과 유물(경기도 유형문화재 제153호, 상록구 사사동), 안산 출신의 유학자 이익의 묘(경기도 기념물 제40호, 상록구 일동) 등 문인들의 묘지 뿐만 아니라, 단종의 폐위를 반대했던 김충주와 관련된 고송정지(경기도 기념물 제101호, 단원구 화정동), 단종 복위운동에 참여했던 김문기와 아들 김현석을 기리는 정문(旌門) 다섯개를 모은 오정각(경기도 문화재자료 제7호, 단원구 화정동)도 있다. 이 밖에 사세충렬문(경기도 문화재자료 제8호, 와동)도 경기도가 지정한 유형 문화재에 속한다. 한편, 구 대부면사무소(경기도 문화재자료 제127호, 단원구 대부북동)는 일제강점기 때 민간이 기증하여 1933년부터 쓰인 건축물이다. 내부 벽체는 모두 철거되었지만, 앞쪽의 일본 건축 양식이 들어간 현관이나 한옥 양식의 골조 등은 보존되어있어, 한옥 양식과 일본 건축 양식이 혼재해있다.
안산시가 지정한 향토문화재로는 인물들과 직접 관련된 16개와 잿머리 성황당, 선부동 지석묘군, 지금의 부곡동 일대의 8경을 묘사한 부계팔경도, 1920년대에 그려진 부계전도, 대부도 자선비 등 5개가 있다.

### 축제
1984년부터 잿머리 성황당에서 《잿머리 성황제》를 매년 거행하고 있다. 1987년부터는 안산시와 한국예술문화단체총연합회의 주최로 별망성지에서 《별망성예술제》를 열고 있으며, 1991년부터는 단원 김홍도를 기념하는 《단원미술제》를, 1996년부터는 성호 이익을 기념하는 《성호문화제》를 시행하여 각종 백일장, 사생대회, 연주회 등 문화 행사를 열고 있다.
2005년부터 매년 5월마다 광덕대로 안산문화광장에서 《안산국제거리극축제》를 열어 거리극 공연 및 예술 공연을 유치하고 있으며, 대부도에서는 특산물인 포도의 소비 증진을 위해 격년제로 9월마다 《대부포도축제》를 열고 있다. 하지만 《대부포도축제》는 아직까지 흥행하지는 못하고 있다.
2013년부터는 대부도 바다향기테마파크에서 제 1회 대부바다향기튤립축제와 더불어 안산 M 밸리 록 페스티벌을 유치하여 CJ E&M과 공동으로 주최하고 있다.

### 문화시설
박물관 및 전시관으로는 문화예술의전당 외에 최용신기념관, 성호기념관, 경기도미술관, 안산향토사박물관, 안산어촌민속박물관, 누에섬등대전망대, 행복예절관, 안산식물원, 그리고 2013년 중 성포동으로 이전할 예정인 단원전시관이 있다. 외국인 노동자들이 많이 거주하는 원곡동에는 국경없는 마을이 조성되어 있는데, 세계 56개국의 6만여명의 외국인과 150여개의 외국인 업소들이 밀집해있다.
안산시는 경기도에서는 성남시 다음으로 인구 1인당 도시공원 시설면적이 많으며, 시설 공원면적으로는 도시구역에서 47%의 높은 공원확보율을 보이고 있다. 대표적으로 단원구의 안산호수공원, 화랑유원지와 상록구의 성호공원, 시화호갈대습지공원이 있다.

### 관광
안산시는 각지에 산재한 문화유산들을 효율적으로 활용하기 위하여 2008년 6월 7일부터 시티투어 버스를 매년 일정 기간 동안 운행하고 있다. 이 시티투어 버스에는 중앙역 광장을 시종점으로 하는 4개의 경로가 있는데, 성호기념관과 시화방조제를 주요 경유지로 하는 제1코스, 갈대습지공원과 선감도를 주요 경유지로 하는 제2코스, 성호기념관과 갈대습지공원, 최용신기념관을 주요 경유지로 하는 제3코스, 성호기념관, 갈대습지공원, 선감도를 경유한 뒤 행복예절관 체험 활동을 포함하는 제4코스가 있다. 이밖에 시티투어 관광객들이 주로 찾는 관광지들에서 체험 행사를 열수 있도록 지원하고 있으며, 대부도의 갯벌·염전 체험 행사 등이 대표적이다. 하지만 이와 같은 행사들의 대부분은 수확 시기가 정해진 경우가 많아 특정 기간에만 운영된다는 한계가 있다.
안산 별빛마을 애니멀에는 국내에서 보기 어려운 동물 부엉이, 코끼리, 기린, 사자, 팬더, 반달곰, 백호, 고릴라, 미어켓, 악어, 홍학, 얼룩말, 하마 등 200여 마리의 동물작품들을 볼 수 있다. 특히 살아 움직일 듯 생생한 조각이 사파리를 연상케 한다고 한다. 하트빌리지(Heart village)에는 수백 개의 로맨틱 한 하트들이 존재한다. 특히 웨딩, 프로포즈 콘셉트의 조형물과 포토존이 많아 연인 혹은 가족끼리 구경하기 안성맞춤인 곳이다. 위치는 경기도 안산시 상록구 수인로 1723 별빛마을 포토랜드이다.
안산시를 방문하는 관광객 수를 정확히 집계한 자료는 없지만, 《안산통계연보》에서 추산한 추이에 따르면 1999년 이후 관광객 수는 크게 증가하였다가 2002년을 정점으로 외국인 관광객 수는 소폭 증가하고, 내국인 관광객 수는 대폭 감소했다. 하지만 유료관광지는 2005년 이후 관광객 수가 증가하고 있으며, 2008년도에는 32만 5,449명이 유료관광지를 찾았다. 2002년까지 증가하던 관광수입은 2003년 이후 조금 떨어졌다가, 2005년부터 다시 증가하는 경향을 보여 2007년에 190억원을 웃돌았다. 하지만 2008년에는 55억원을 기록하였다.

### 스포츠
1990년대 이후 안산시의 곳곳에 크고 작은 체육 시설이 조성되고 있다. 안산종합운동장은 2003년 초부터 건설을 시작, 2006년 11월에 준공하고 2007년 3월 28일 “안산와스타디움”이라는 명칭으로 개장하였다. 2007년 5월 12일에는 안산 돔구장의 건립에 관해 안산시와 KBO가 양해 각서를 체결하였으며 2012년 완공을 목표로 진행 중이었으나, 2010년 5월 이후 사업이 중단된 상태이다. 한편, 미국 프로 야구 마이너 리그 베이스볼의 소유주 케네스 영은 안산 돔구장을 근거로 하는 프로야구단의 창단을 추진하고 있다. 2013년 7월 13일에는 본오3동 1111번지에 상록수 체육관이 준공되어 국내·외 경기와 각종 행사 등 다양한 문화행사 개최가 가능하고 다채로운 생활체육프로그램 운영을 통해 본오동 지역주민의 스포츠 참여 욕구를 충족시킬 수 있도록 하였다. 최근 2014년, 안산와스타디움과 상록수체육관에서 2014년 인천 하계 아시아 경기대회 축구와 배구경기를 유치하기도 하였다. 과거 WKBL(한국여자농구 리그) 신한은행 에스버드 농구단이 연고지가 안산에 있었지만 2014년 연고지를 인천으로 이전하였다.
아래는 안산에 연고를 두고 있는 스포츠단이다.
| 종목 | 리그   | 구단                 | 창단연도 | 홈 경기장      |
| ---- | ------ | -------------------- | -------- | -------------- |
| 배구 | V-리그 | 안산 OK금융그룹 읏맨 | 2013년   | 상록수체육관   |
| 축구 | K리그2 | 안산 그리너스 FC     | 2017년   | 안산와스타디움 |

### 언론
시정 언론으로 브라보 안산 방송(BATV), 브라보 안산 신문이 있다. 또한 지역 신문으로 안산타임스, 안산신문, 반월신문 등이 존재한다.

## 갤러리

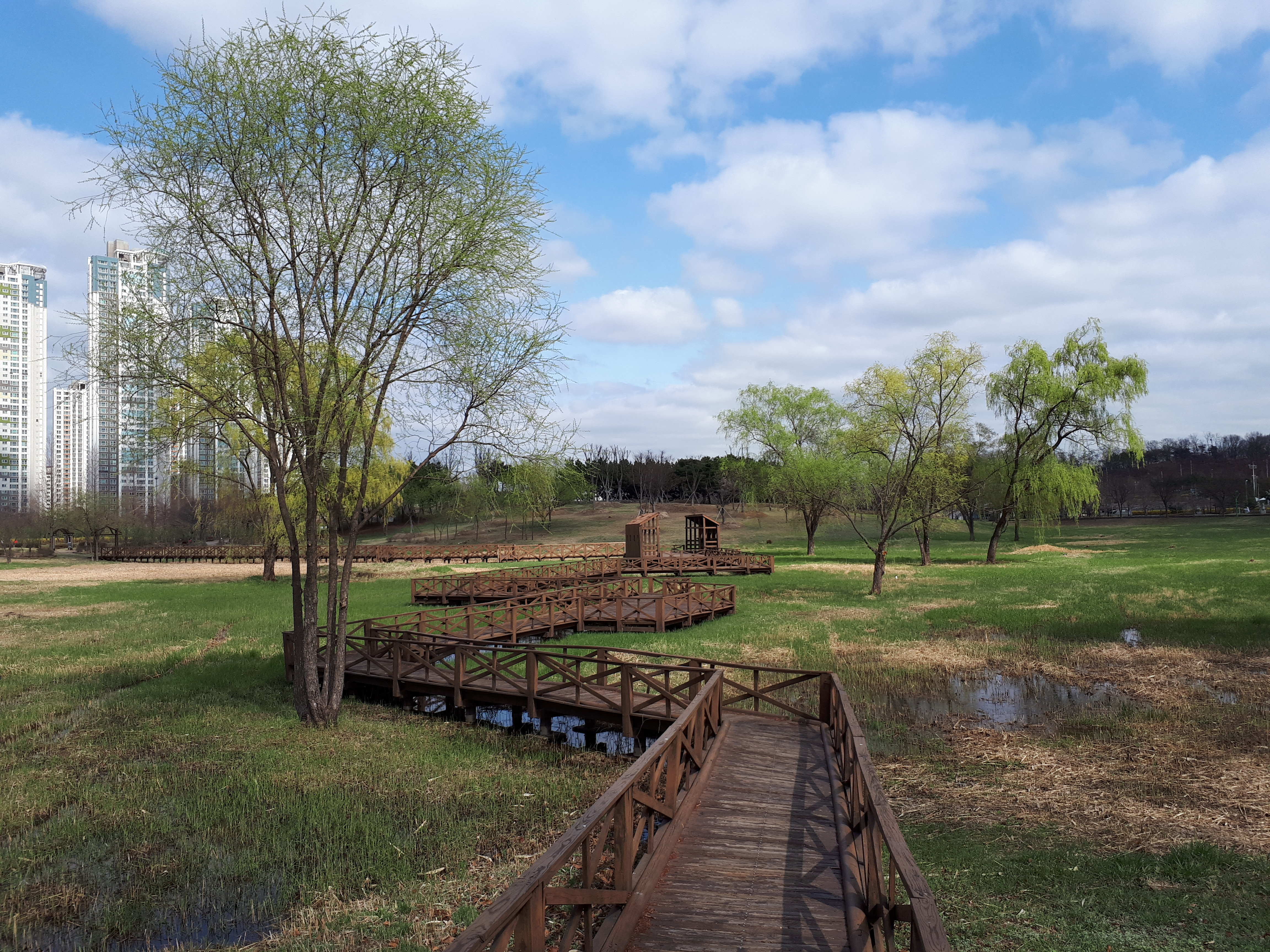
안산호수공원
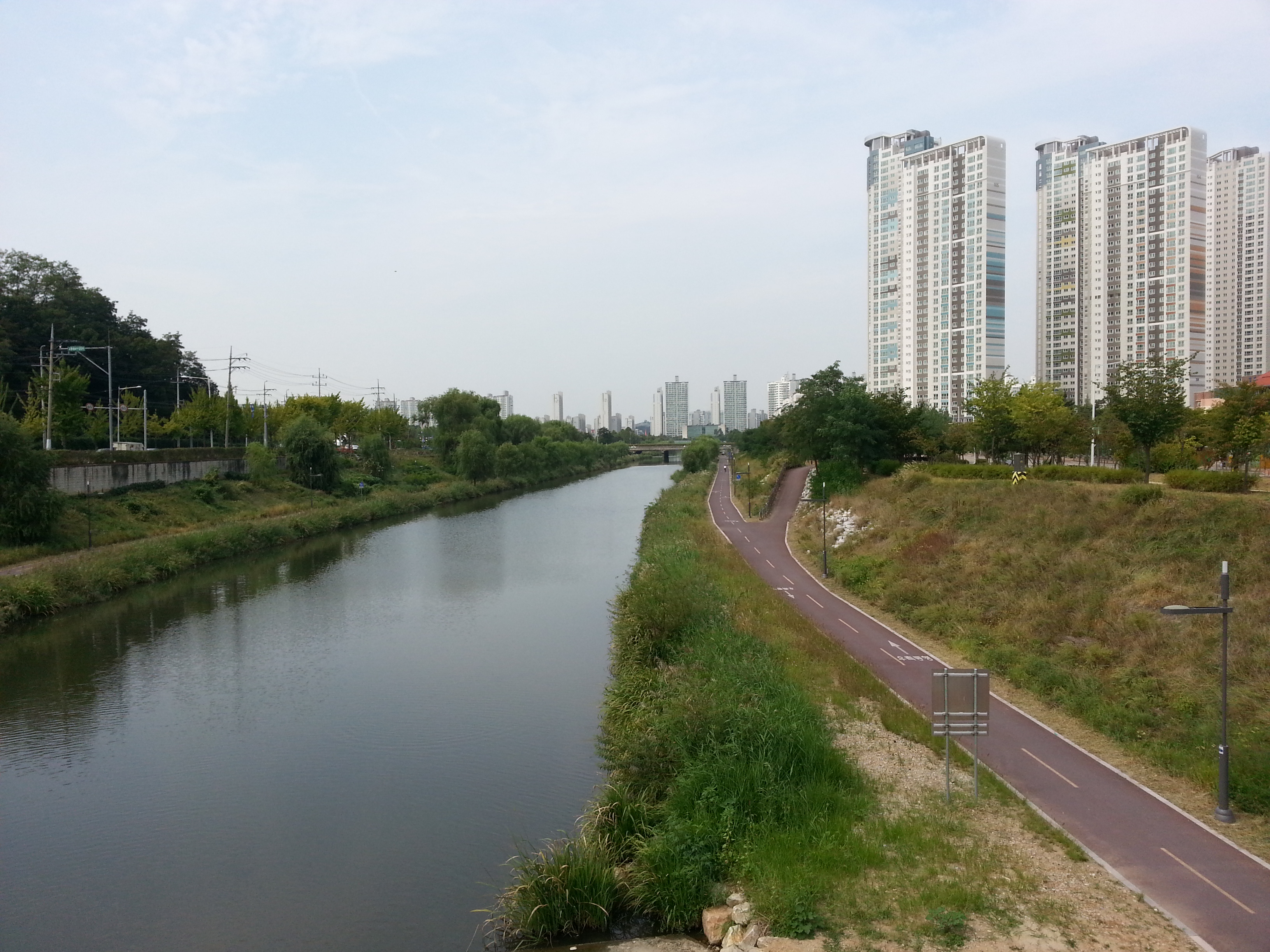
안산천
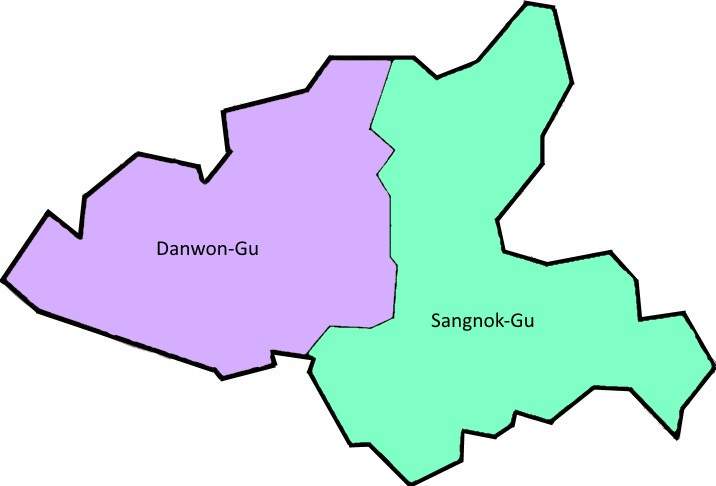
영어로 이루어진 안산시의 행정구역 영어로 Sangnok-gu와 Danwon-gu로 구성되어 있는 지명이 독특하게 나와 있다.
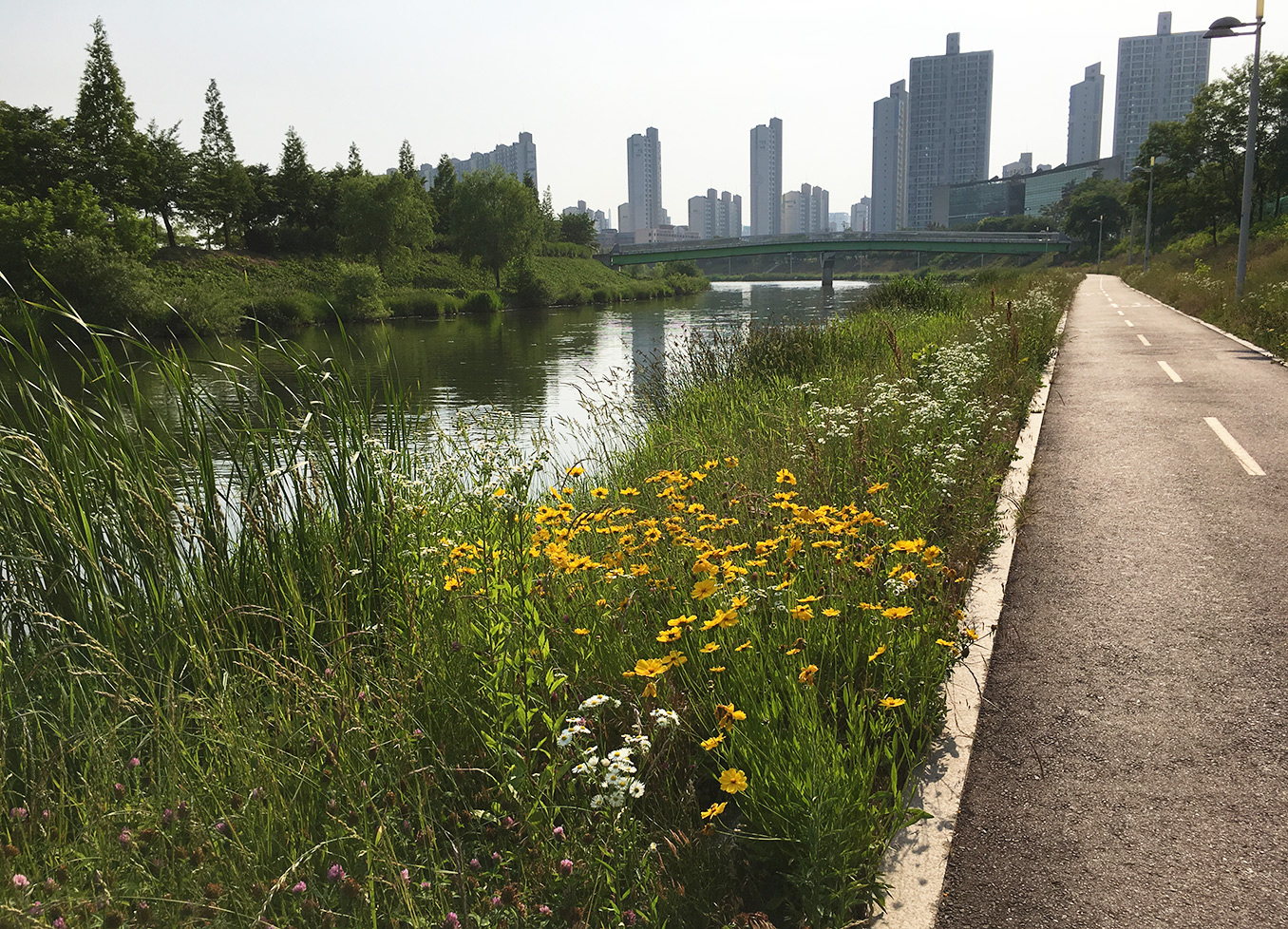
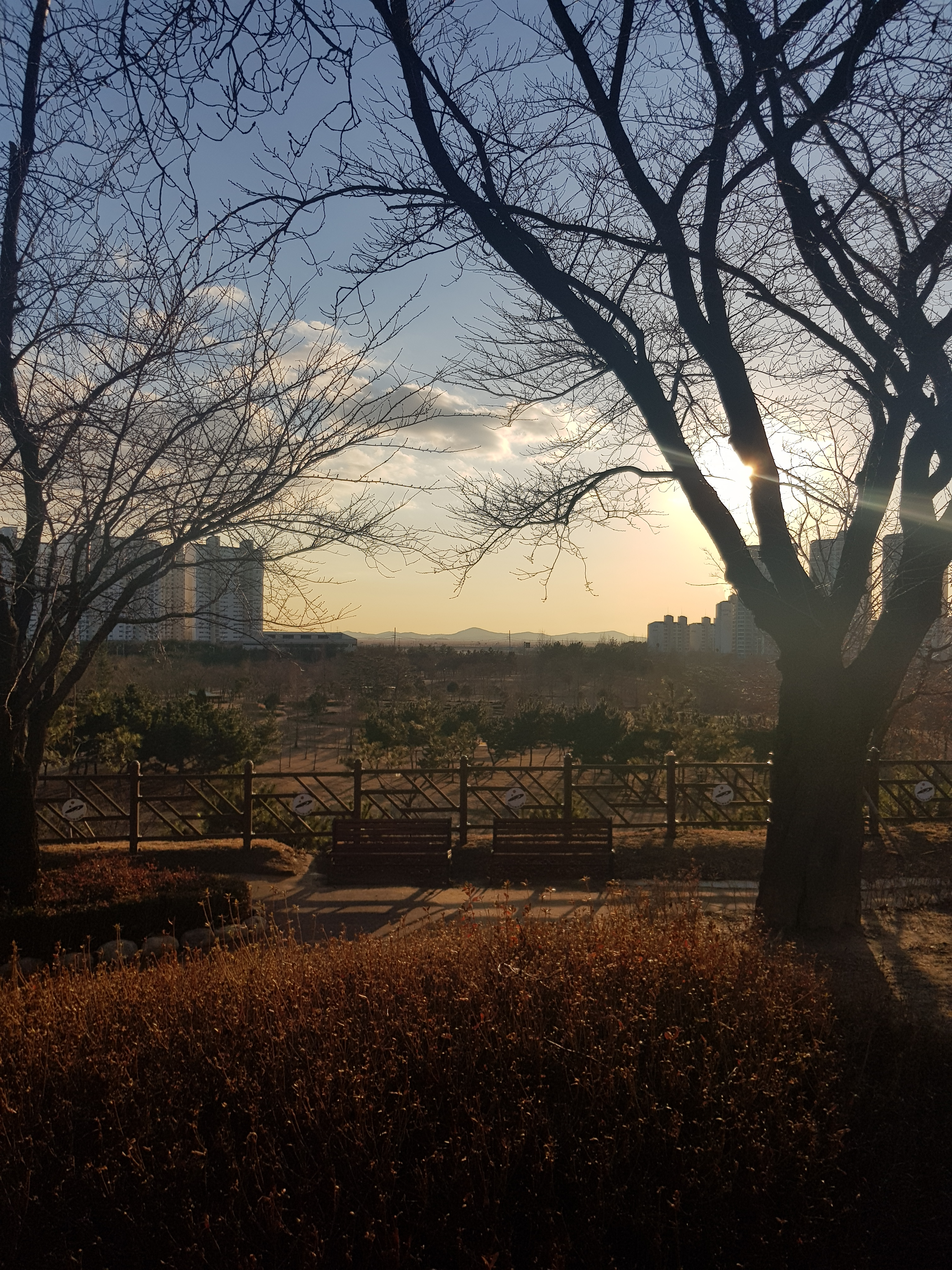
안산호수공원의 해질녘 모습
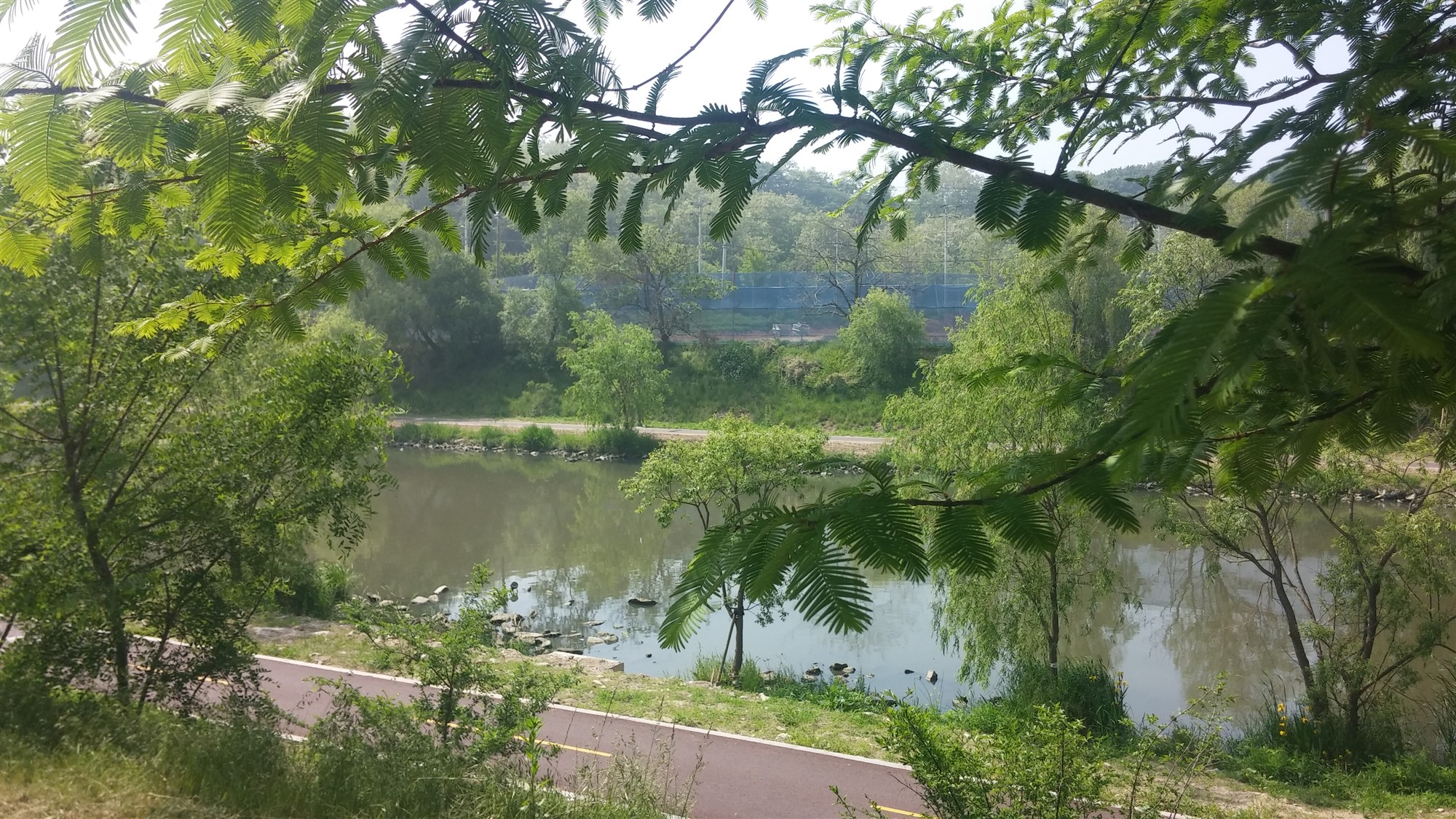

## 국제 교류
2022년 7월 17일 기준, 안산은 8개국 23개 도시와 교류하고 있다.
| 국가     | 도시             | 도시             | 체결       |
| -------- | ---------------- | ---------------- | ---------- |
| 대한민국 | 강원특별자치도   | 춘천시           | 2011.10.27 |
| 대한민국 | 경상북도         | 울릉군           |            |
| 대한민국 | 경상북도         | 청도군           |            |
| 대한민국 | 광주광역시       | 남구             |            |
| 대한민국 | 전라남도         | 해남군           | 2005.9.27  |
| 대한민국 | 전북특별자치도   | 김제시           |            |
| 대한민국 | 전북특별자치도   | 부안군           | 2015.10.23 |
| 대한민국 | 강원특별자치도   | 고성군           | 2017.9.1   |
| 대한민국 | 충청남도         | 청양군           | 2005.11.29 |
| 대한민국 | 충청북도         | 제천시           | 2015.4.2   |
| 대한민국 | 서울특별시       | 은평구           | 2020.6.29  |
| 러시아   | 사할린주         | 유즈노사할린스크 | 2011.7.25  |
| 러시아   | 사할린주         | 홀름스크         | 2011.7.26  |
| 미국     | 네바다주         | 라스베이거스     | 1987.11.9  |
| 중국     | 랴오닝성(辽宁省) | 안산시(鞍山市)   | 1997.4.18  |

| 국가     | 도시                                              | 체결       |
| -------- | ------------------------------------------------- | ---------- |
| 뉴질랜드 | 베이오브플렌티 지방 타우랑가                      | 2014.11.12 |
| 독일     | 아헨                                              | 2019.4.1   |
| 라오스   | 비엔티안주                                        | 2019.4.24  |
| 베트남   | 바리어붕따우성                                    | 2004.8.17  |
| 필리핀   | 산페르난도                                        | 2001.10.23 |
| 중국     | 산둥성(山东省) 옌타이(烟台市)                     | 2009.7.22  |
| 중국     | 광시 좡족 자치구(广西壮族自治区) 바이써시(百色市) | 2015.3.26  |
| 중국     | 쓰촨성(四川省) 러산시(乐山市)                     | 2018.7.23  |

## 교류
- 전국다문화도시협의회
- 전국평생학습도시협의회
- 전국대도시시장협의회

## 같이 보기
- 한국디지털미디어고등학교

## 참고 문헌
- 안산시, 《안산시사》 (2010년), ISBN 978-89-87738-21-5
- 안산시, 한양대학교 문화재연구소, 《안산시의 역사와 문화유적》 (2002년)
- 신대광, 《청소년을 위한 안산 역사 이야기》 (2010년), 부민문화사, ISBN 978-89-385-0118-9